# Formazione stellare

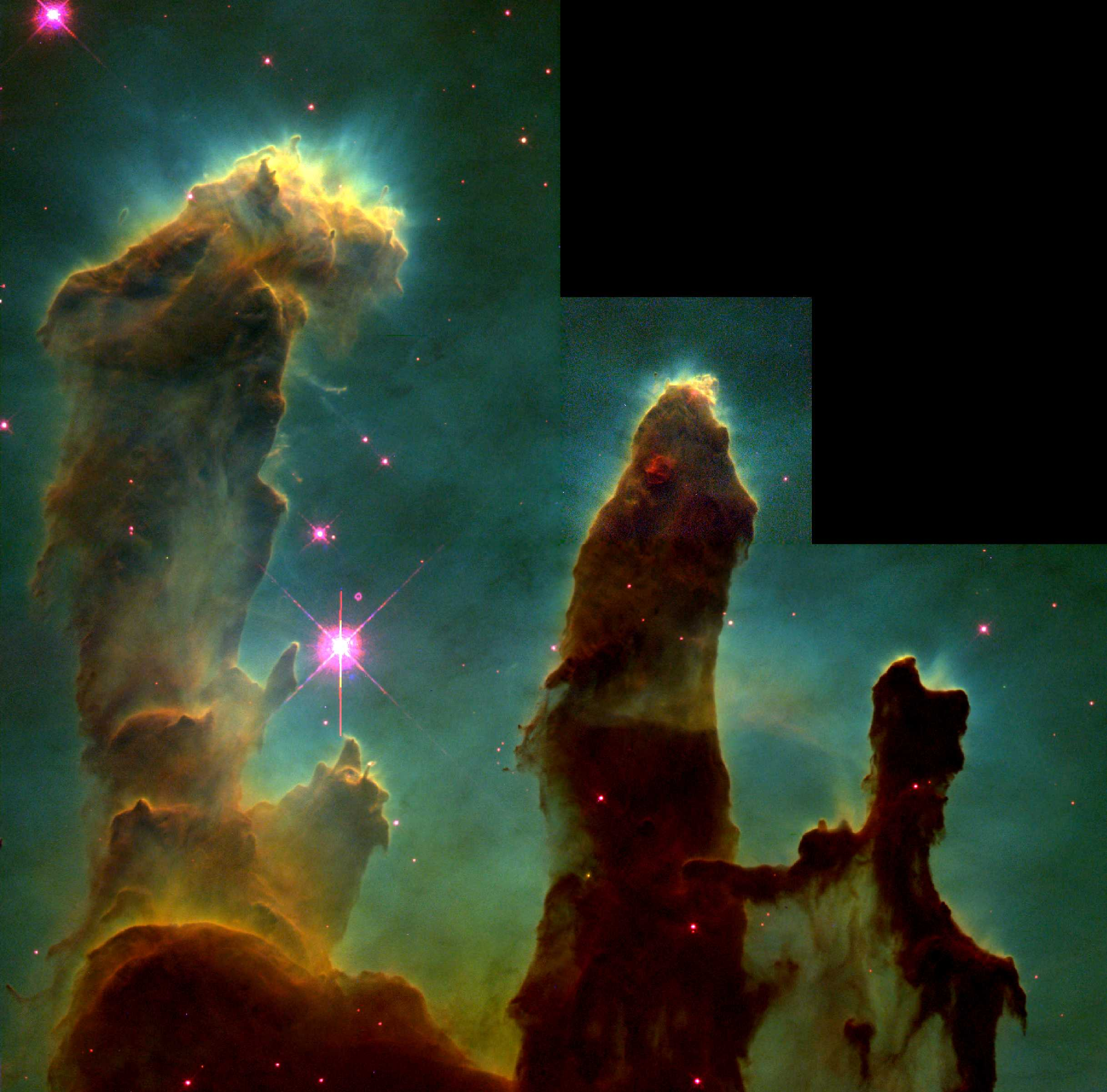
Le colonne di polvere note come Pilastri della Creazione (visti nel visibile dal telescopio Hubble - HST -) nella Nebulosa Aquila, dove sono attivi diversi processi di formazione stellare.

La formazione stellare è il processo e la disciplina che studia le modalità mediante le quali ha origine una stella. Quale branca dell'astronomia, la formazione stellare studia anche le caratteristiche del mezzo interstellare e delle nubi interstellari in quanto precursori, così come gli oggetti stellari giovani e il processo di formazione planetaria in quanto immediati prodotti.
Nonostante le idee che ne stanno alla base risalgano già all'epoca della rivoluzione scientifica, lo studio della formazione stellare nella sua forma attuale vede la luce solamente tra la fine del XIX e gli inizi del XX secolo, in concomitanza con i numerosi progressi che l'astrofisica teorica compì all'epoca. L'avvento dell'osservazione a più lunghezze d'onda, soprattutto nell'infrarosso, diede i contributi più sostanziali per comprendere i meccanismi che stanno alla base della genesi di una nuova stella.
Il modello attualmente più accreditato presso la comunità astronomica, detto modello standard, prevede che una stella nasca a partire dal collasso gravitazionale delle porzioni più dense (dette "nuclei") di una nube molecolare e dal successivo accrescimento dell'embrione stellare, originatosi dal collasso, a partire dai materiali presenti della nube. Tale processo ha una durata che può variare tra alcune centinaia di migliaia e alcuni milioni di anni, a seconda del tasso di accrescimento e della massa che la stella nascitura riesce ad accumulare: si stima che una stella simile al Sole impieghi all'incirca un centinaio di milioni di anni per formarsi completamente, mentre per le stelle più massicce il tempo è notevolmente inferiore, nell'ordine dei 100 000 anni. Il modello spiega bene le modalità che conducono alla nascita delle singole stelle di massa piccola e media (tra 0,08 e 10 volte la massa solare) e trova riscontro anche nella funzione di massa iniziale; risulta più lacunoso invece per quanto riguarda la formazione dei sistemi e degli ammassi stellari e delle stelle massicce. Per tale ragione sono stati sviluppati dei modelli complementari che includono gli effetti delle interazioni tra gli embrioni stellari e l'ambiente in cui si formano ed eventuali altri embrioni nelle vicinanze, importanti ai fini delle stesse dinamiche interne dei sistemi e soprattutto della massa che le stelle nasciture riusciranno a raggiungere.
Le fasi successive della vita della stella, a partire dalla sequenza principale, sono di competenza dell'evoluzione stellare.

## Storia
Lo studio della formazione stellare, nella sua forma moderna, è databile tra il XIX e il XX secolo, anche se le idee che ne stanno alla base affondano le loro radici nel periodo rinascimentale quando, poste le fondamenta per la rivoluzione scientifica, fu messa in discussione la visione geocentrica del cosmo a vantaggio di quella eliocentrica; grazie al contributo di grandi personalità come Copernico e Keplero e, più tardi, Galileo, lo studio dell'universo divenne materia di studio non più teologica ma scientifica.
Le teorie sulla formazione delle stelle vedono il loro primo abbozzo nelle ipotesi formulate per spiegare la nascita del sistema solare.

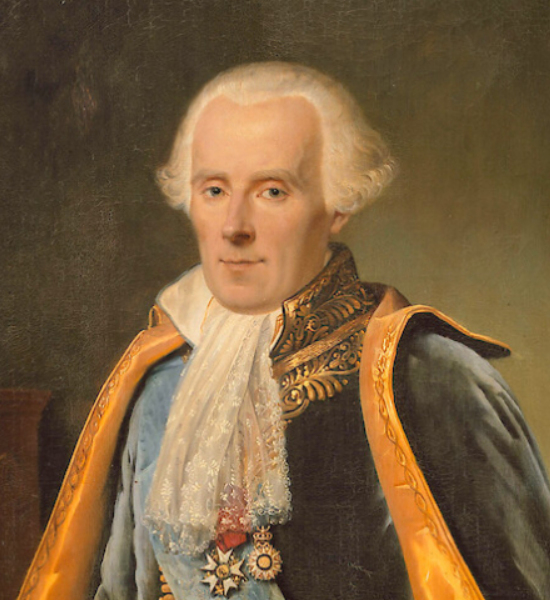
Pierre-Simon Laplace, che postulò l'ipotesi della nebulosa per spiegare la formazione del sistema solare.

Uno dei primi fu Cartesio, che nel 1644 propose una teoria "scientifica" basata sull'ipotesi della presenza di vortici primordiali di materia in contrazione caratterizzati da masse e dimensioni differenti; da uno dei più grandi ebbe origine il Sole, mentre i pianeti si formarono dai vortici più piccoli che a causa della rotazione globale si misero in orbita intorno ad esso: si trattava dell'abbozzo di quella che sarà la cosiddetta ipotesi della nebulosa, formulata nel 1734 da Emanuel Swedenborg, successivamente ripresa da Kant (1755) e perfezionata da Laplace (1796), il cui principio sta tutt'oggi, seppur con sostanziali modifiche e migliorie, alla base di quello che secoli dopo e nonostante alterne vicende sarà definito modello standard della formazione stellare. Tale teoria suggerisce che il Sole e i pianeti che lo orbitano abbiano tratto origine tutti da una stessa nebulosa primordiale, la nebulosa solare. La formazione del sistema avrebbe avuto inizio dalla contrazione della nebulosa, che avrebbe determinato un aumento della propria velocità di rotazione, facendo sì che essa assumesse un aspetto discoidale con un maggiore addensamento di materia in corrispondenza del suo centro, da cui sarebbe nato il proto-Sole. Il resto della materia circumsolare si sarebbe dapprima condensato in anelli, da cui poi avrebbero avuto origine i pianeti.
Sebbene abbia goduto di gran credito nel XIX secolo, l'ipotesi laplaciana non riusciva a spiegare alcune particolarità riscontrate, prima fra tutte la distribuzione del momento angolare tra Sole e pianeti: i pianeti infatti detengono il 99% del momento angolare, mentre il semplice modello della nebulosa prevede una più "equa" distribuzione del momento angolare tra Sole e pianeti; per questa ragione tale modello è stato largamente accantonato all'inizio del XX secolo. La caduta del modello di Laplace ha stimolato gli astronomi a ricercare delle valide alternative; si trattava però spesso di modelli teorici che non trovavano alcun riscontro osservativo. L'individuazione poi, nel corso degli ultimi decenni del Novecento, di strutture analoghe al disco protosolare attorno ad oggetti stellari giovani portò alla rivalutazione dell'idea laplaciana.
Un contributo importante alla comprensione di cosa desse inizio alla formazione di una stella fu dato dall'astrofisico britannico James Jeans agli inizi del XX secolo. Jeans ipotizzò che all'interno di una vasta nube di gas interstellare la gravità fosse perfettamente bilanciata dalla pressione generata dal calore interno della nube, ma scoprì che si trattava di un equilibrio assai instabile, tant'è che facilmente poteva rompersi a favore della gravità, facendo collassare la nube e dando inizio alla formazione di una stella. L'ipotesi di Jeans trovò ampio riscontro quando, a partire dagli anni quaranta, furono individuate in alcune nebulose oscure delle costellazioni del Toro e dell'Auriga alcune stelle che sembravano in rapporto con le nubi all'interno delle quali erano state individuate; esse inoltre erano di un tipo spettrale caratteristico delle stelle più fredde e meno massicce, mostravano nei loro spettri righe di emissione ed avevano una notevole variabilità. L'astronomo sovietico Viktor Ambarcumjan suggerì, verso la fine degli anni quaranta, che si trattasse di oggetti molto giovani; nello stesso periodo Bart Bok studiava alcuni piccoli aggregati di polveri oscure, oggi noti come globuli di Bok, e ipotizzò che questi, assieme alle nubi oscure più grandi, fossero sede di attiva formazione stellare; tuttavia fu necessario attendere lo sviluppo dell'astronomia dell'infrarosso, negli anni sessanta, prima che queste teorie venissero confermate dalle osservazioni.
È stato proprio l'avvento dell'osservazione infrarossa a incentivare lo studio della formazione stellare: Mendoza, nel 1966, scoprì che alcune stelle di tipo T Tauri possedevano un importante eccesso di emissione infrarossa, difficilmente imputabile alla sola estinzione (l'assorbimento della luce da parte della materia posta davanti alla sorgente luminosa che si manifesta con un arrossamento della stessa) operata dal mezzo interstellare; tale fenomeno fu interpretato ipotizzando la presenza di strutture di polveri dense attorno a tali astri in grado di assorbire la radiazione delle stelle centrali e di riemetterla sotto forma di radiazione infrarossa. L'ipotesi fu confermata tra la fine degli anni novanta e i primi anni duemila grazie ai dati osservativi ottenuti tramite strumentazioni innovative, come il ben noto telescopio spaziale Hubble, il telescopio spaziale Spitzer e il Very Large Telescope con le sue ottiche adattive, di densi dischi di materia attorno a stelle in fase di formazione o appena formate; l'interferometria ottica ha inoltre permesso di individuarne numerosi esempi e di visualizzare altre strutture legate a stelle in fasi precoci della loro esistenza, quali getti e flussi molecolari.

## Dove nascono le stelle: le regioni di formazione stellare
Una stella è fondamentalmente uno sferoide di plasma costituito per la gran parte da idrogeno, dalla cui fusione l'astro ricava l'energia necessaria per contrastare l'altrimenti inevitabile collasso gravitazionale della grande massa di materia che lo compone. Condizione necessaria dunque perché una stella possa formarsi è una fonte di idrogeno, reperibile nel mezzo interstellare (ISM, dall'inglese interstellar medium) presente comunemente all'interno di una galassia.

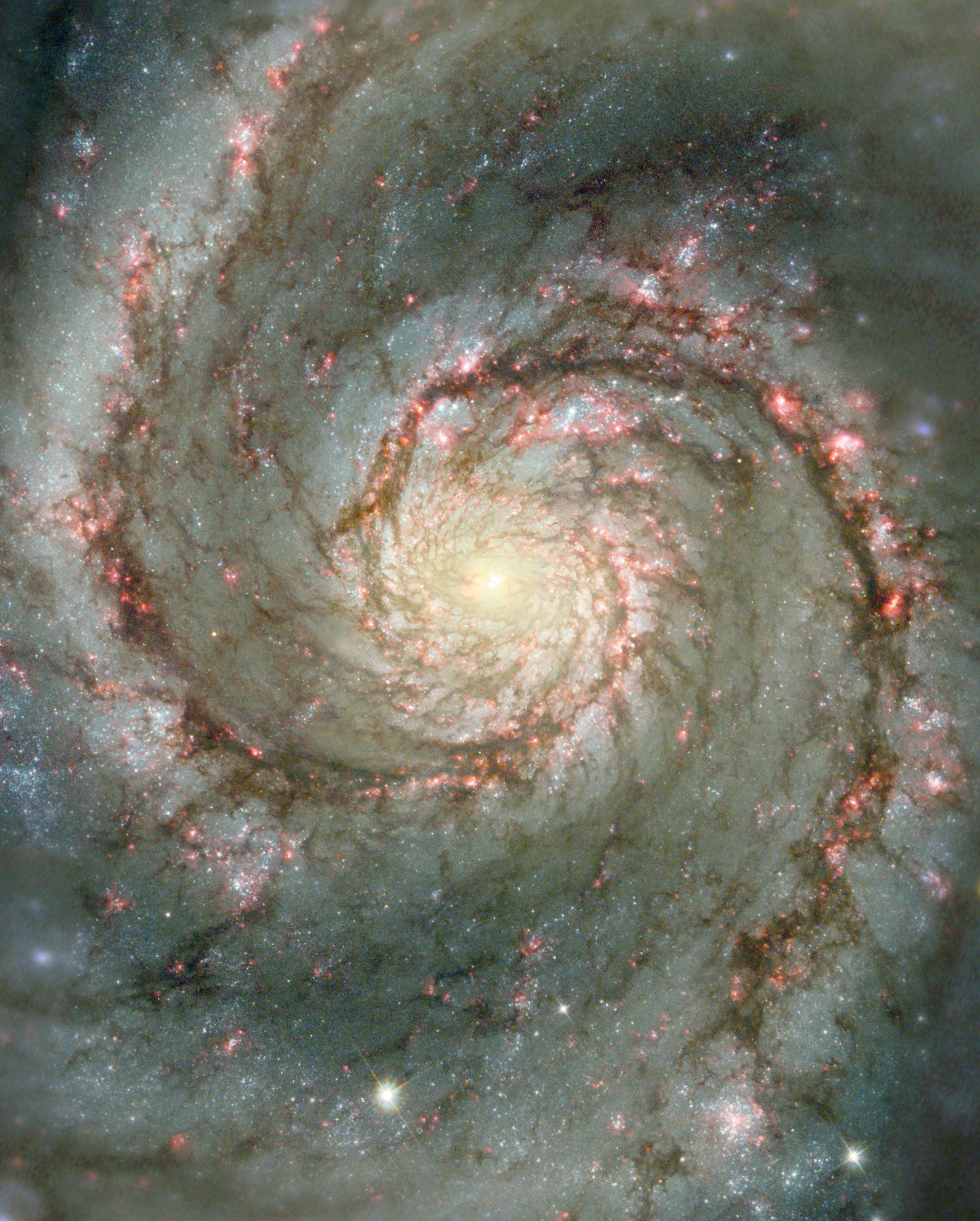
Un dettaglio ripreso dal telescopio Hubble delle regioni centrali della Galassia Vortice; si noti la disposizione lungo i bracci di spirale degli addensamenti di gas e polveri e delle regioni di formazione stellare. Le regioni H II sono le nubi brillanti di tonalità rosata, inframezzate dalle nubi oscure, che appaiono come interruzioni che delineano la spirale galattica.

Una tipica galassia spiraliforme, come la Via Lattea, contiene grandi quantità di mezzo interstellare, che si dispone principalmente lungo i bracci che delineano la spirale, ove la gran parte della materia che lo costituisce, qui convogliata a causa del moto di rotazione della galassia, può formare strutture diffuse. La situazione cambia procedendo lungo la sequenza di Hubble, fino ad arrivare alle più esigue quantità di materia presenti nel mezzo interstellare delle galassie ellittiche; conseguentemente, man mano che si riduce la quantità di ISM vien meno la possibilità che si formino strutture nebulari diffuse, a meno che la galassia carente non acquisisca materiale da altre galassie con cui eventualmente interagisce.
Il mezzo interstellare è inizialmente piuttosto rarefatto, con una densità compresa tra 0,1 e 1 particella per cm³, ed è composto per circa il 70% in massa da idrogeno, mentre la restante percentuale è in prevalenza elio con tracce di elementi più pesanti, detti genericamente metalli. La dispersione di energia sotto forma di radiazione nell'infrarosso lontano (meccanismo questo assai efficiente) traducendosi in un raffreddamento della nube, fa sì che la materia del mezzo si addensi in nubi distinte, dette genericamente nubi interstellari, classificate in maniera opportuna a seconda dello stato di ionizzazione dell'idrogeno. Le nubi costituite in prevalenza da idrogeno neutro monoatomico sono dette regioni H I (acca primo).
Man mano che il raffreddamento prosegue, le nubi divengono sempre più dense; quando la densità raggiunge le 1000 particelle al cm³, la nube diviene opaca alla radiazione ultravioletta galattica. Tale condizione, unita all'intervento dei granuli di polvere interstellare in qualità di catalizzatori, permette agli atomi di idrogeno di combinarsi in molecole biatomiche (H2): si ha così una nube molecolare.
I maggiori esemplari di queste strutture, le nubi molecolari giganti, possiedono densità tipiche dell'ordine delle 100 particelle al cm³, diametri di oltre 100 anni luce, masse superiori a 6 milioni di masse solari (M☉) ed una temperatura media, all'interno, di 10 K. Si stima che circa la metà della massa complessiva del mezzo interstellare della nostra galassia sia contenuta in queste formazioni, suddivisa tra circa 6000 nubi ciascuna con più di 100 000 masse solari di materia al proprio interno. La presenza, frequentemente riscontrata, di molecole organiche anche molto complesse, come amminoacidi ed IPA, all'interno di queste formazioni è il risultato di reazioni chimiche tra alcuni elementi (oltre all'idrogeno, carbonio, ossigeno, azoto e zolfo) che si verificano grazie all'apporto energetico fornito dai processi di formazione stellare che hanno luogo al loro interno.

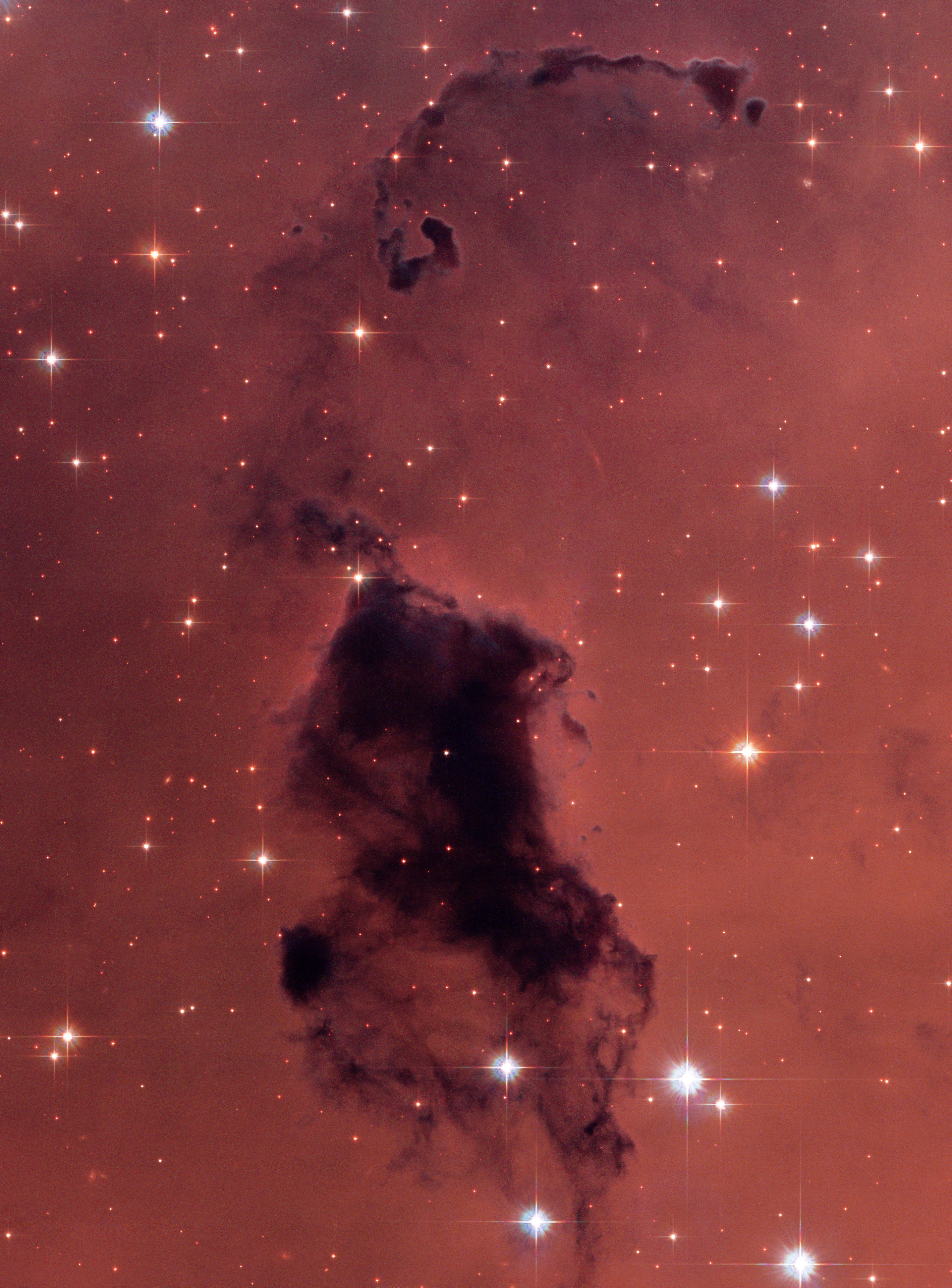
Globuli di Bok in NGC 281 ripresi dal telescopio spaziale Hubble.

Se la quantità di polveri all'interno della nube molecolare è tale da bloccare la radiazione luminosa visibile proveniente dalle regioni retrostanti, essa appare come una nebulosa oscura; tra le nubi oscure si annoverano i già citati globuli di Bok, "piccoli" aggregati di idrogeno molecolare e polveri che si possono formare indipendentemente o in associazione al collasso di nubi molecolari più vaste. I globuli di Bok, così come le nubi oscure, si presentano spesso come delle sagome scure contrastanti con il chiarore diffuso dello sfondo costituito da una nebulosa a emissione o dalle stelle di fondo. Si pensa che un tipico globulo di Bok contenga circa 10 masse solari di materia in una regione di circa un anno luce (a.l.) di diametro, e che da essi abbiano origine sistemi stellari doppi o multipli. Oltre la metà dei globuli di Bok noti contengono al loro interno almeno un oggetto stellare giovane.

L'eventuale raggiungimento di densità ancora superiori (~10 000 atomi al cm³) rende le nubi opache anche all'infrarosso, che normalmente è in grado di penetrare le regioni ricche di polveri. Tali nubi, dette nubi oscure all'infrarosso, contengono importanti quantità di materia (da 100 a 100 000 M☉) e costituiscono l'anello di congiunzione evolutivo tra la nube e i nuclei densi che si formano per il collasso e la frammentazione della nube. Le nubi molecolari e oscure costituiscono il luogo d'elezione per la nascita di nuove stelle.
L'eventuale presenza di giovani stelle massicce, che con la loro intensa emissione ultravioletta ionizzano l'idrogeno ad H+, trasforma la nube in un particolare tipo di nube a emissione noto come regione H II (acca secondo).
Nella nostra Galassia sono note numerose regioni di formazione stellare; le più vicine in assoluto al sistema solare sono il complesso della nube di ρ Ophiuchi (400–450 a.l.) e la Nube del Toro-Auriga (460–470 a.l.), al cui interno stanno avvenendo processi di formazione che riguardano stelle di massa piccola e media, come pure nella ben nota e studiata Nube di Perseo, tuttavia ben più distante delle altre due (980 a.l.). Tra le regioni H II degne di nota spiccano la Nebulosa della Carena, la Nebulosa Aquila e la famosa Nebulosa di Orione, facente parte di un esteso complesso molecolare, che rappresenta la regione più prossima al sistema solare (1300 a.l.) al cui interno si stia verificando la formazione di stelle massicce. 
Si ipotizza che le nubi da cui nascono le stelle facciano parte del ciclo del mezzo interstellare, ovvero la materia costituente il mezzo interstellare (gas e polveri) passa dalle nubi alle stelle e, al termine della loro esistenza, torna nuovamente a far parte dell'ISM, costituendo la materia prima per una successiva generazione di stelle.
É noto che le nuove stelle non nascono in silenzio, infatti durante un breve periodo della loro vita le protostelle emettono getti di materia ad altissima temperatura dal loro asse di rotazione che alcuni scienziati hanno definito "vagiti". I getti di materia che si estendono a grandi distanze all'interno della nebulosa, riscaldandone i gas, rendono più difficile la formazione di nuovi corpi celesti. le stelle appena nate influenzano di conseguenza la crescita di nuove stelle attraverso meccanismi che non abbiamo ancora compreso a fondo 

## Scale temporali
Nello studio del processo di formazione stellare sono prese in considerazione due diverse scale temporali. La prima è il tempo di Kelvin-Helmholtz (scala temporale termica, {\displaystyle \tau _{ter}}), che corrisponde al tempo necessario perché l'energia potenziale gravitazionale sia convertita in energia termica e la fusione nucleare possa avere inizio. È inversamente proporzionale alla massa, dal momento che, quanto più essa è maggiore, tanto più rapidi sono il collasso e il riscaldamento. Rapportando i valori di massa (M), raggio (R) e luminosità (L) con i medesimi parametri riferiti al Sole (massa solare M☉, raggio solare R☉, luminosità solare L☉), il suo valore è stimabile in:
{\displaystyle \tau _{ter}\simeq 2\times 10^{7}{\left({\frac {M}{M_{\odot }}}\right)}^{2}{\left({\frac {R}{R_{\odot }}}\right)}^{-1}{\left({\frac {L}{L_{\odot }}}\right)}^{-1}anni.}
Per una stella di massa solare equivale a circa 20 milioni di anni, ma per un astro di 50 masse solari si riduce ad un centinaio di migliaia di anni.
La seconda scala temporale è rappresentata dal tempo di accrescimento, ovvero il tempo necessario perché, a un dato tasso di accrescimento, si accumuli una certa massa; esso è direttamente proporzionale alla massa stessa: è intuitivo, infatti, che sia necessario più tempo per raccogliere quantità di materia maggiori. È inoltre inversamente proporzionale alla temperatura del gas, dal momento che l'energia cinetica, e di conseguenza la pressione, aumentano all'incrementare della temperatura, rallentando dunque l'accumulo di materia.

## Modello standard della formazione stellare

### Il collasso della nube

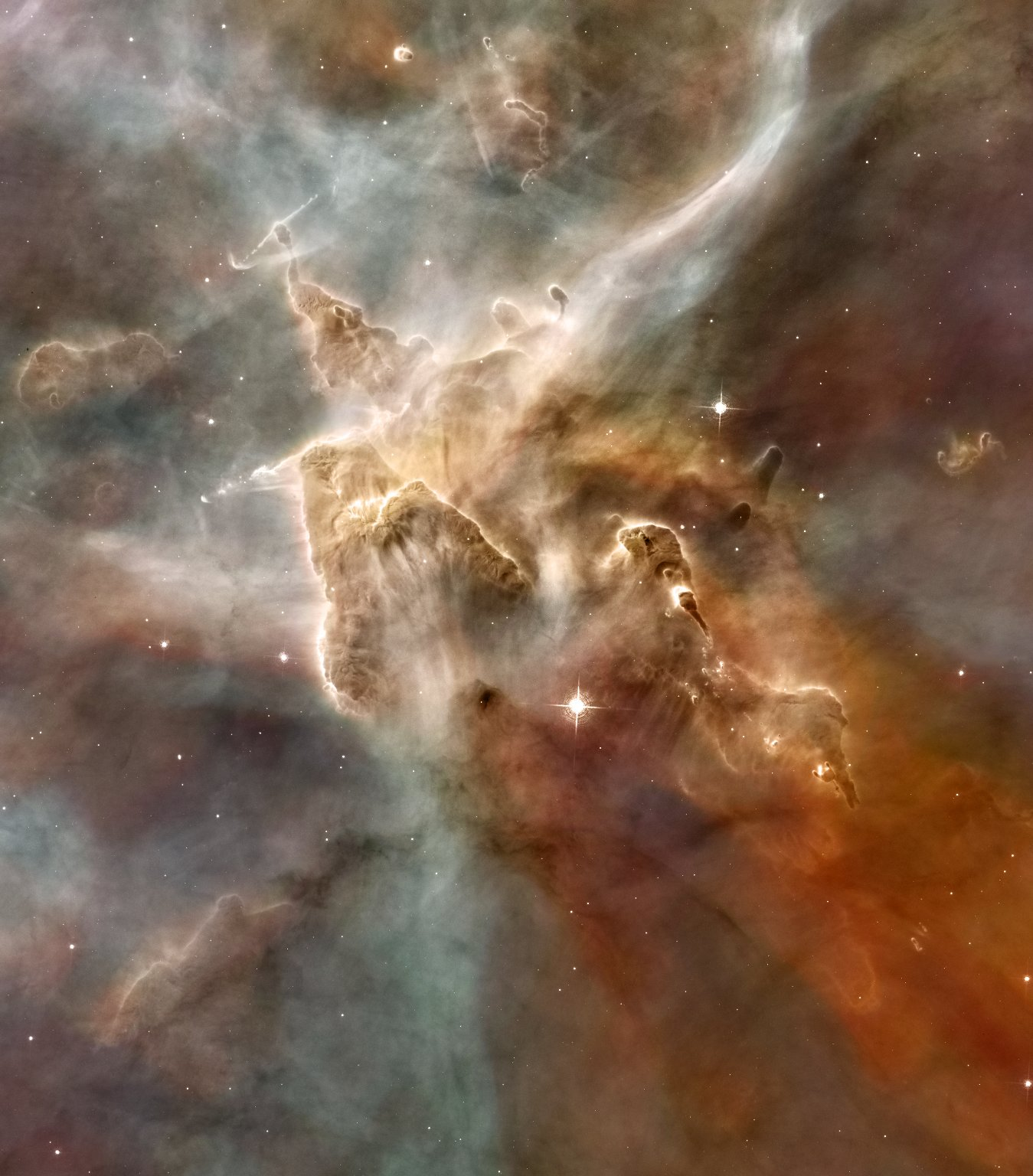
Dettaglio della nebulosa della Carena che mostra colonne di idrogeno e polveri che subiscono un processo di fotoevaporazione a causa della radiazione ultravioletta delle giovani stelle calde nate nelle loro vicinanze. Vedi dettaglio

Una nube interstellare rimane in uno stato di equilibrio dinamico finché l'energia cinetica del gas, che genera una pressione verso l'esterno, e l'energia potenziale della gravità, con verso centripeto, si equivalgono. Dal punto di vista matematico questa condizione si esprime tramite il teorema del viriale il quale stabilisce che, per mantenere l'equilibrio, l'energia potenziale gravitazionale deve essere uguale al doppio dell'energia termica interna. La rottura di questo equilibrio a favore della gravità determina il manifestarsi di instabilità che innescano il collasso gravitazionale della nube.
La massa limite oltre la quale la nube andrà certamente incontro al collasso è detta massa di Jeans, che è direttamente proporzionale alla temperatura ed inversamente proporzionale alla densità della nube: quanto più bassa è la temperatura e quanto più alta la densità, tanto minore è la massa necessaria perché possa avvenire tale processo. Per una densità di 100 000 particelle al cm³ e una temperatura di 10 K il limite di Jeans è pari a una massa solare.
Il processo di condensazione di grandi masse a partire da locali addensamenti di materia all'interno della nube, dunque, può procedere solo se questi ultimi possiedono già una massa sufficientemente grande. Infatti, via via che le regioni più dense, avviate al collasso, inglobano materia, localmente si raggiungono masse di Jeans meno elevate, che portano quindi a una suddivisione della nube in porzioni gerarchicamente sempre più piccole, finché i frammenti non raggiungono una massa stellare. Il processo di frammentazione è agevolato anche dal moto turbolento delle particelle e dai campi magnetici che si vengono a creare. I frammenti, detti nuclei densi, hanno dimensioni comprese tra 6000 e 60 000 unità astronomiche (UA), densità dell'ordine di 105–106 particelle per cm³ e contengono una quantità di materia variabile; l'intervallo di masse è assai ampio, ma le masse più piccole sono le più comuni. Questa distribuzione di masse ricalca la distribuzione delle masse delle future stelle, ovvero la funzione di massa iniziale, sennonché la massa della nube ammonta a circa il triplo della somma delle masse delle stelle che da essa avranno origine; questo indica che appena un terzo della massa della nube darà effettivamente origine ad astri, mentre il resto si disperderà nel mezzo interstellare. I nuclei densi turbolenti sono supercritici, ovvero la loro energia gravitazionale supera l'energia termica e magnetica e li avvia inesorabilmente al collasso.

### La protostella

Schema che mostra come il gas collassante, che andrà a formare la protostella, disperda l'energia gravitazionale accumulata (vettori centripeti in nero) mediante l'irraggiamento (frecce ondulate in rosso).

I nuclei supercritici continuano a contrarsi lentamente per alcuni milioni di anni a temperatura costante fintantoché l'energia gravitazionale viene dissipata mediante l'irraggiamento di onde radio millimetriche. Il manifestarsi di fenomeni di instabilità provoca un improvviso collasso del frammento, che porta ad un aumento della densità al centro fino a ~3 × 1010 molecole al cm³ e ad un'opacizzazione della nube alla sua stessa radiazione, che provoca un aumento della temperatura (da 10 a 60-100 K) ed un rallentamento del collasso. Il riscaldamento dà luogo a un aumento della frequenza delle onde elettromagnetiche emesse: la nube ora irradia nell'infrarosso lontano, cui essa è trasparente; in questo modo la polvere media un secondo collasso della nube. Si viene a creare a questo punto una configurazione in cui un nucleo centrale idrostatico attrae gravitazionalmente la materia diffusa nelle regioni esterne: è il cosiddetto first hydrostatic core (primo nucleo idrostatico), che continua ad aumentare la sua temperatura in funzione del teorema del viriale e delle onde d'urto causate dal materiale a velocità di caduta libera. Dopo questa fase di accrescimento a partire dall'inviluppo di gas circostante, il nucleo inizia una fase di contrazione quasi statica.
Quando la temperatura del nucleo raggiunge circa i 2000 K, l'energia termica dissocia le molecole di H2 in atomi di idrogeno, che subito dopo si ionizzano assieme agli atomi di elio. Questi processi assorbono l'energia liberata dalla contrazione, permettendole di proseguire per periodi di tempo comparabili col periodo del collasso a velocità di caduta libera. Non appena la densità del materiale in caduta raggiunge il valore di 10−8g cm−3, la materia diviene sufficientemente trasparente da permettere alla luce di sfuggire. La combinazione di moti convettivi interni e dell'emissione di radiazioni permette all'embrione stellare di contrarre il proprio raggio. Questa fase continua finché la temperatura dei gas è sufficiente a mantenere una pressione abbastanza elevata da evitare un ulteriore collasso; si raggiunge così un momentaneo equilibrio idrostatico. Quando l'oggetto così formato cessa questa prima fase di accrescimento prende il nome di protostella; l'embrione stellare permane in questa fase per alcune decine di migliaia di anni.

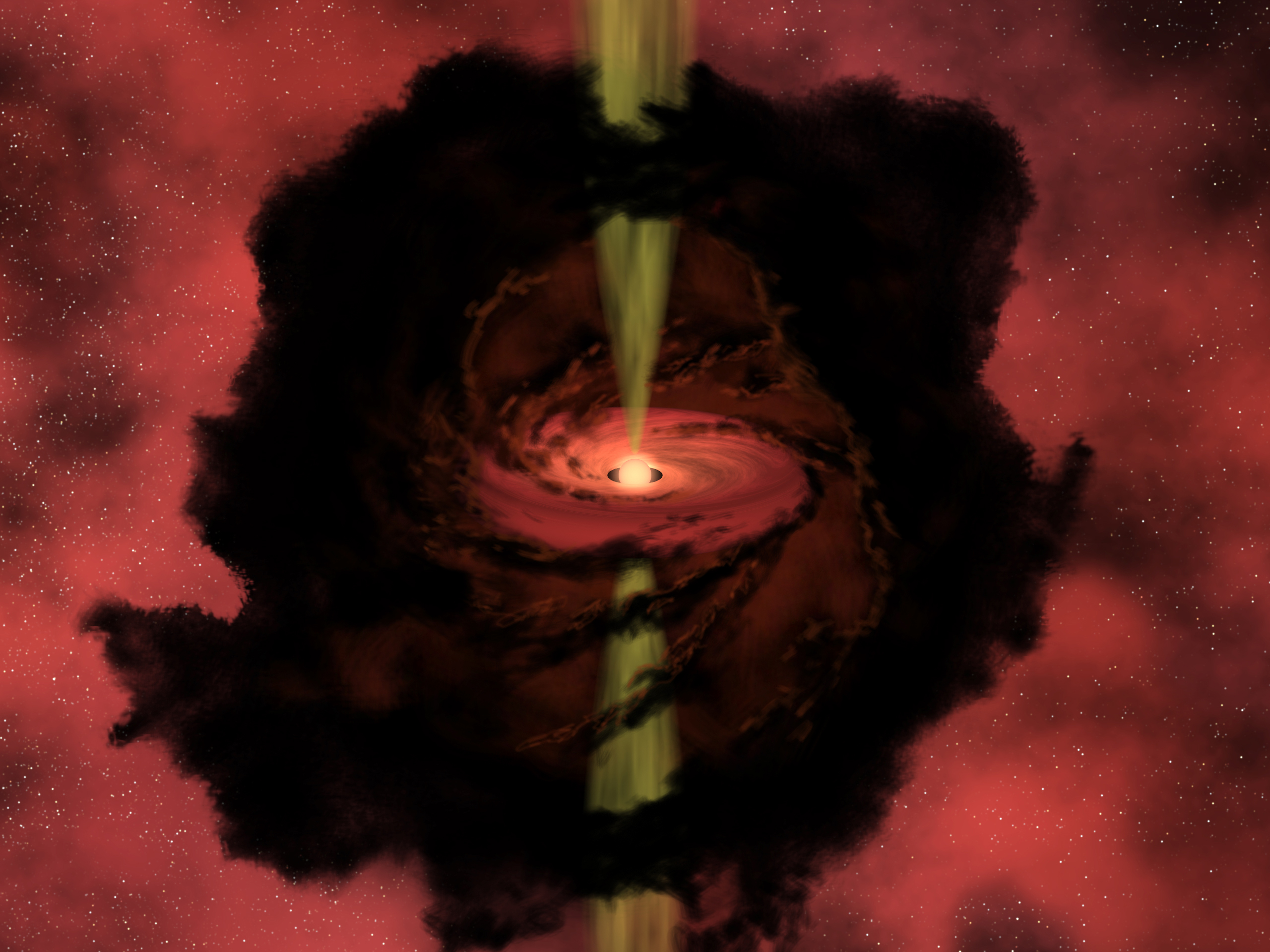
Rappresentazione grafica della protostella scoperta nella nube oscura LDN 1014; ben visibili sono il disco di accrescimento e i getti che si dipartono dai poli della protostella.

In seguito al collasso la protostella deve aumentare la propria massa accumulando gas; ha così inizio una seconda fase di accrescimento che va avanti ad un ritmo di circa 10−6–10−5 M☉ all'anno. L'accrescimento del materiale verso la protostella è mediato da una struttura discoidale, allineata con l'equatore della protostella, che si forma nel momento in cui il moto di rotazione della materia in caduta (inizialmente uguale a quello della nube) viene amplificato a causa della conservazione del momento angolare; tale formazione ha anche il compito di dissipare l'eccesso di momento angolare, che altrimenti causerebbe lo smembramento della protostella. In questa fase si formano inoltre dei flussi molecolari, frutto forse dell'interazione del disco con le linee di forza del campo magnetico stellare, che si dipartono dai poli della protostella, anch'essi probabilmente con la funzione di disperdere l'eccesso di momento angolare. L'urto di questi getti con il gas dell'inviluppo circostante può generare delle particolari nebulose a emissione note come oggetti di Herbig-Haro.
L'aggiunta di massa determina un incremento della pressione nelle regioni centrali della protostella, che si riflette in un aumento della temperatura; quando questa raggiunge un valore di almeno un milione di kelvin, ha inizio la fusione del deuterio, un isotopo dell'idrogeno (21H); la pressione di radiazione che ne risulta rallenta (ma non arresta) il collasso, mentre prosegue la caduta di materiale dalle regioni interne del disco di accrescimento sulla superficie della protostella. La velocità di accrescimento non è costante: infatti la futura stella raggiunge in tempi rapidi quella che sarà la metà della sua massa definitiva, mentre impiega oltre dieci volte più tempo per accumulare la restante massa.
La fase di accrescimento è la parte cruciale del processo di formazione di una stella, dal momento che la quantità di materia che l'astro nascente riesce ad accumulare condizionerà irreversibilmente il suo destino successivo: infatti, se la protostella accumula una massa compresa tra 0,08 e 8–10 M☉ evolve successivamente in una stella pre-sequenza principale; se invece la massa è nettamente superiore, la protostella raggiunge immediatamente la sequenza principale. La massa determina inoltre la durata della vita di una stella: le stelle meno massicce vivono molto più a lungo delle stelle più pesanti: si va dal bilione di anni delle stelle di classe M V fino ai pochi milioni di anni delle massicce stelle di classe O. Se invece l'oggetto non riesce ad accumulare almeno 0,08 M☉ la temperatura del nucleo permette la fusione del deuterio, ma si rivela insufficiente all'innesco delle reazioni di fusione dell'idrogeno pròzio, l'isotopo più comune di questo elemento (11H); questa "stella mancata", dopo una fase di stabilizzazione, diviene quella che gli astronomi definiscono nana bruna.

### La fase di pre-sequenza principale (PMS)

Un super-flare emesso da XZ Tauri, un sistema doppio o forse triplo costituito da stelle T Tauri.

L'emissione di vento da parte della protostella all'ignizione della fusione del deuterio determina la dispersione di gran parte dell'involucro di gas e polveri che la circonda; la protostella passa così alla fase di stella pre-sequenza principale (o stella PMS, dall'inglese pre-main sequence), la cui fonte di energia è ancora il collasso gravitazionale e non la fusione dell'idrogeno come nelle stelle di sequenza principale. Si riconoscono due principali classi di stelle PMS: le variabili Orione, che hanno una massa compresa tra 0,08 e 2 M☉, e le stelle Ae/Be di Herbig, con una massa compresa tra 2 e 8 M☉. Non si conoscono stelle PMS più massicce di 8 M☉, dal momento che quando entrano in gioco delle masse molto elevate l'embrione stellare raggiunge in maniera estremamente rapida le condizioni necessarie all'innesco della fusione dell'idrogeno e passa direttamente alla sequenza principale.
Le variabili Orione si suddividono a loro volta in stelle T Tauri, stelle EX Lupi (EXor) e stelle FU Orionis (FUor). Si tratta di astri simili al Sole per massa e temperatura, ma alcune volte più grandi in termini di diametro e, per questa ragione, più luminosi. Sono caratterizzate da alte velocità di rotazione, tipiche delle stelle giovani, e possiedono un'intensa attività magnetica, oltre che getti bipolari. Le FUor e le EXor rappresentano delle categorie particolari di T Tauri, caratterizzate da cambiamenti repentini e cospicui della propria luminosità e del tipo spettrale; le due classi differiscono tra loro per tipo spettrale: le FUor sono, in stato di quiescenza, di classe F o G; le EXor di classe K o M.
Le stelle Ae/Be di Herbig, appartenenti alle classi A e B, sono caratterizzate da spettri in cui dominano le linee di emissione dell'idrogeno (serie di Balmer) e del calcio presenti nel disco residuato dalla fase di accrescimento.

La traccia di Hayashi di una stella simile al sole.
1. Collasso della protostella: interno totalmente convettivo.
2. Crescita della temperatura effettiva: innesco delle prime reazioni nucleari, primo abbozzo del nucleo radiativo (ingresso nella traccia di Henyey).
3. Innesco della fusione dell'idrogeno: nucleo totalmente radiativo (ingresso nella ZAMS).

La stella PMS segue un caratteristico tragitto sul diagramma H-R, noto come traccia di Hayashi, durante il quale continua a contrarsi. La contrazione prosegue fino al raggiungimento del limite di Hayashi, dopodiché prosegue a temperatura costante in un tempo di Kelvin-Helmholtz superiore al tempo di accrescimento; in seguito le stelle con meno di 0,5 masse solari raggiungono la sequenza principale. Le stelle da 0,5 a 8 M☉, al termine della traccia di Hayashi, subiscono invece un lento collasso in una condizione prossima all'equilibrio idrostatico, seguendo a questo punto un percorso nel diagramma H-R detto traccia di Henyey.

### Avvio della fusione dell'idrogeno e ZAMS
La fase di collasso ha termine quando finalmente, nel nucleo della stella, si raggiungono i valori di temperatura e pressione necessari per l'innesco della fusione dell'idrogeno prozio; quando la fusione dell'idrogeno diviene il processo di produzione energetica predominante e l'eccesso di energia potenziale accumulata con la contrazione viene dispersa, la stella raggiunge la sequenza principale standard del diagramma H-R e l'intenso vento generato a seguito dell'innesco delle reazioni nucleari spazza via i materiali residui, rivelando alla vista la presenza della stella neoformata. Gli astronomi si riferiscono a questo stadio con l'acronimo ZAMS, che sta per Zero-Age Main Sequence, sequenza principale di età zero. La curva della ZAMS può essere calcolata mediante simulazioni computerizzate delle proprietà che le stelle avevano al momento del loro ingresso in questa fase.
Le successive trasformazioni della stella sono studiate dall'evoluzione stellare.

## Limiti del modello

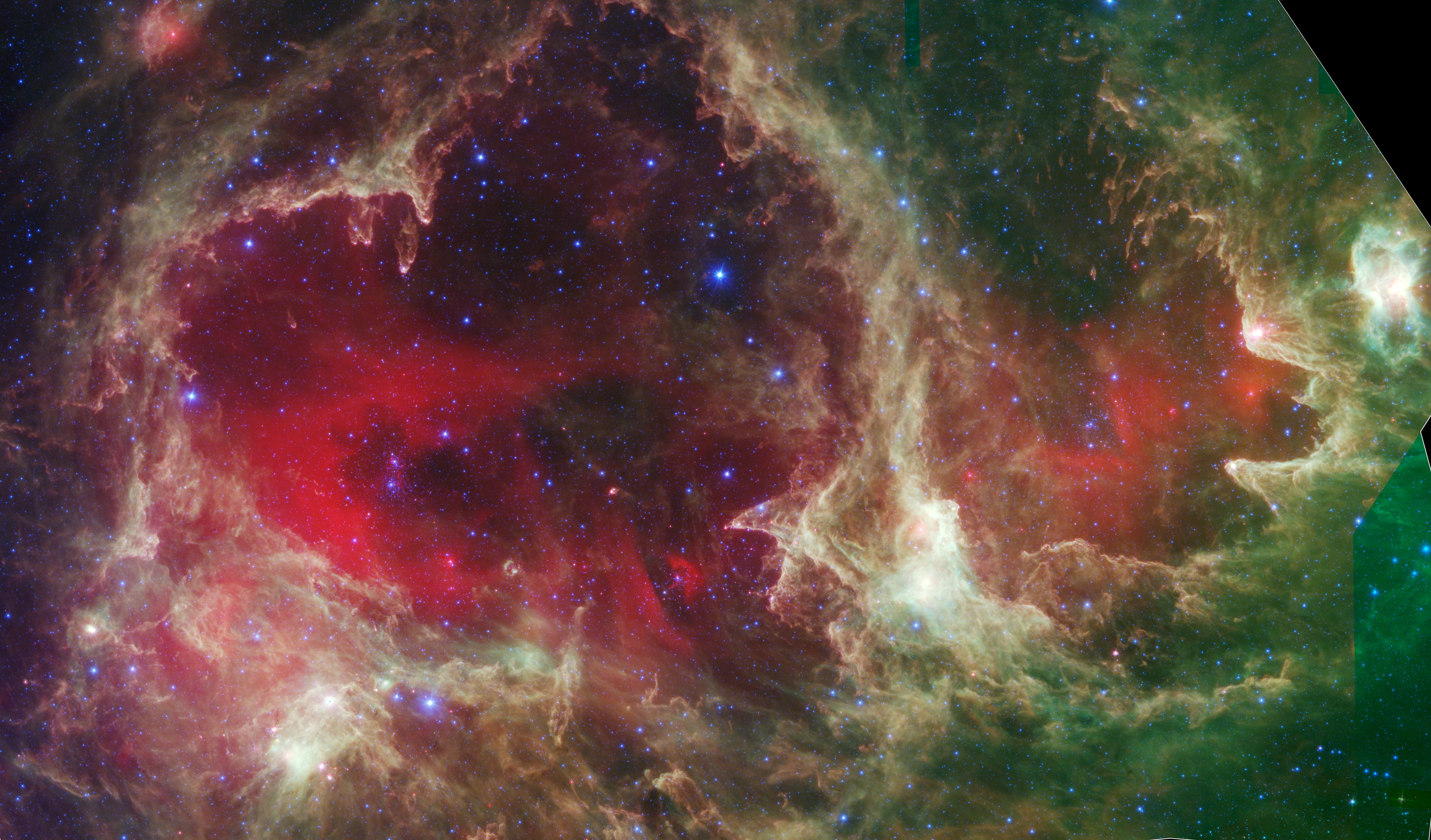
La regione di formazione stellare W5 vista nell'infrarosso. Al suo interno le stelle massicce (i punti azzurri) hanno scavato con i loro venti una cavità, lungo il cui margine sono state individuate diverse protostelle, aventi la medesima età.

Il modello standard della formazione stellare è una teoria coerente e confermata dai dati osservativi; tuttavia, presenta alcune limitazioni. Innanzi tutto, non spiega che cosa inneschi il collasso della nube, inoltre considera le stelle in formazione solo come entità singole, non prendendo in considerazione le interazioni che si instaurano tra i singoli astri in formazione all'interno di un gruppo compatto (destinato ad evolvere in un ammasso) o la formazione di sistemi multipli di stelle, fenomeni che anzi si verificano nella maggior parte dei casi. Infine, non spiega come si formino le stelle estremamente massicce: la teoria standard spiega la formazione di stelle fino a 10 M☉; masse superiori implicano però il coinvolgimento di forze che limiterebbero ulteriormente il collasso, arrestando la crescita della stella a masse non superiori a suddetto valore.

### Che cosa innesca il collasso della nube

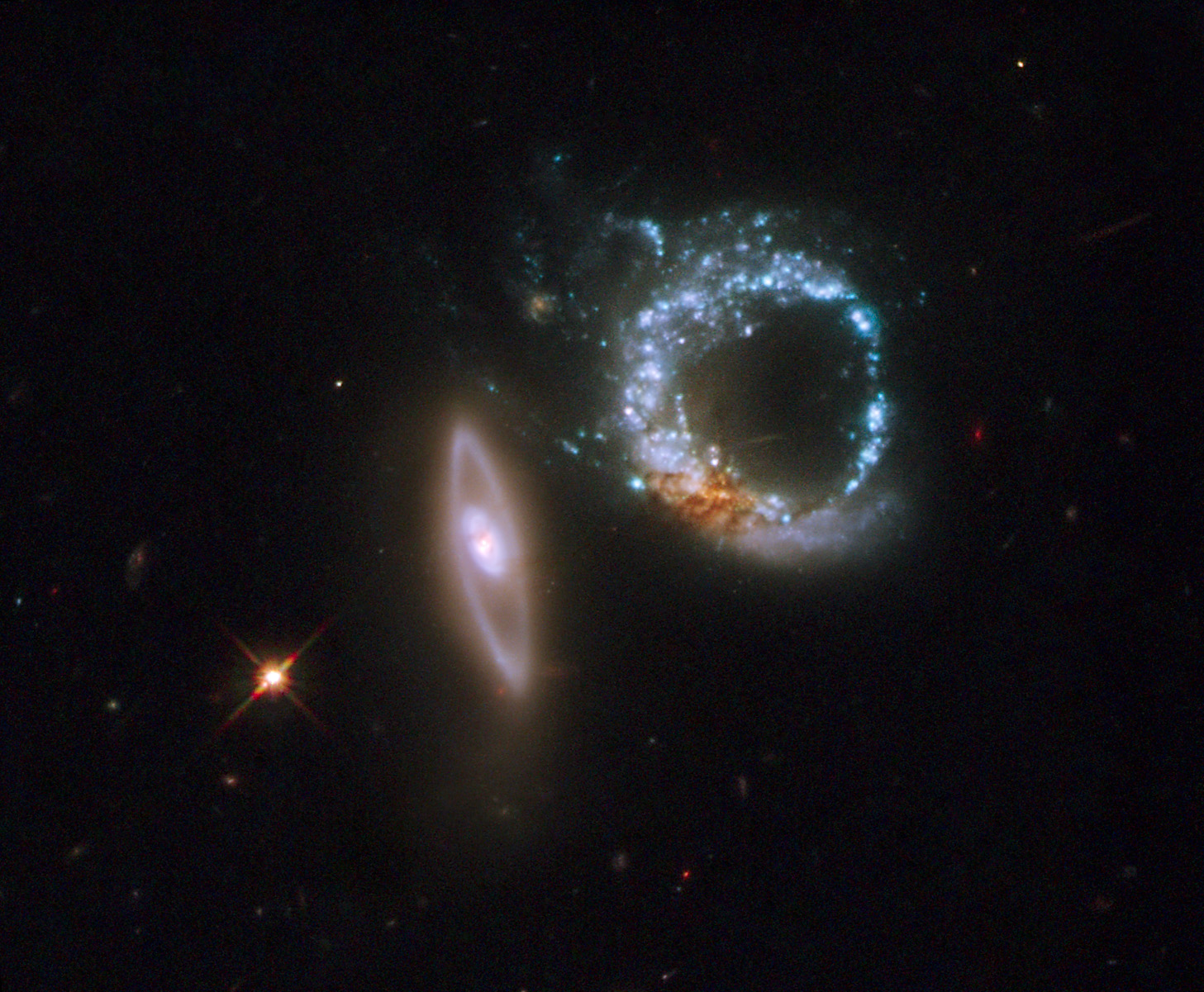
Immagine del telescopio Hubble che mostra le due galassie interagenti Arp 147; l'anello blu indica delle regioni di intensissima formazione stellare (starburst), innescata dal passaggio attraverso di essa della galassia sulla sinistra. La macchia rossastra nella parte inferiore dell'anello indica quel che resta dell'originario nucleo galattico.

Pur esplicando in modo chiaro le modalità attraverso cui avviene, il modello standard non spiega che cosa dia inizio al collasso. Non sempre la formazione di una stella inizia in maniera del tutto spontanea, a causa delle turbolenze interne oppure per via della diminuzione della pressione interna del gas a causa del raffreddamento o della dissipazione dei campi magnetici. Anzi, più spesso, come dimostrano innumerevoli dati osservativi, è necessario l'intervento di qualche fattore che dall'esterno perturbi la nube, causando le instabilità locali e promuovendo dunque il collasso. A tal proposito numerosi sono gli esempi di stelle, per lo più appartenenti ad ampie associazioni stellari, le cui caratteristiche mostrano che si sono formate quasi contemporaneamente: dal momento che un simultaneo collasso di nuclei densi indipendenti sarebbe un'incredibile coincidenza, è più ragionevole pensare che questo sia la conseguenza di una forza applicata dall'esterno, che ha agito sulla nube causando il collasso e la successiva formazione stellare. Tuttavia non sono infrequenti gli esempi di collassi iniziati spontaneamente: alcuni esempi di questo sono stati individuati tramite l'osservazione infrarossa in certi nuclei densi isolati, relativamente quiescenti, posti in nubi vicine tra loro. In alcuni di essi, come nel globulo di Bok Barnard 355, sono state riscontrate tracce di lenti moti centripeti interni e sono state osservate anche delle sorgenti infrarosse, segno che potrebbero essere avviati alla formazione di nuove stelle.
Diversi possono essere gli eventi esterni in grado di promuovere il collasso di una nube: le onde d'urto generate dallo scontro di due nubi molecolari o dall'esplosione nelle vicinanze di una supernova; le forze di marea che si instaurano a seguito dell'interazione tra due galassie, che innescano una violenta attività di formazione stellare definita starburst (si veda anche il paragrafo Variazioni nella durata e nel tasso di formazione stellare); gli energici super-flare di un'altra vicina stella in uno stadio più avanzato di formazione oppure la pressione del vento o l'intensa emissione ultravioletta di vicine stelle massicce di classe O e B, che può regolare i processi di formazione stellare all'interno delle regioni H II (schema sottostante).
Si ipotizza inoltre che la presenza di un buco nero supermassiccio al centro di una galassia possa avere un ruolo regolatore nei confronti del tasso di formazione stellare nel nucleo galattico: infatti, un buco nero che sta accrescendo materia con tassi molto elevati può diventare attivo ed emettere un forte getto relativistico collimato in grado di limitare la successiva formazione di stelle. Tuttavia, l'emissione radio attorno ai getti, così come l'eventuale bassa intensità del getto stesso, può avere un effetto esattamente opposto, innescando la formazione di stelle qualora si trovi a collidere con una nube che gli transita nelle vicinanze. L'attività di formazione stellare risulta fortemente influenzata dalle condizioni fisiche estreme che si riscontrano entro 10–100 parsec dal nucleo galattico: intense forze di marea, incremento dell'entità delle turbolenze, riscaldamento del gas e presenza di campi magnetici piuttosto intensi; a rendere più complesso questo quadro concorrono inoltre gli effetti dei flussi microscopici, della rotazione e della geometria della nube. Sia la rotazione che i campi magnetici possono ostacolare il collasso della nube, mentre la turbolenza favorisce la frammentazione, e su piccole scale promuove il collasso.

### Interazioni

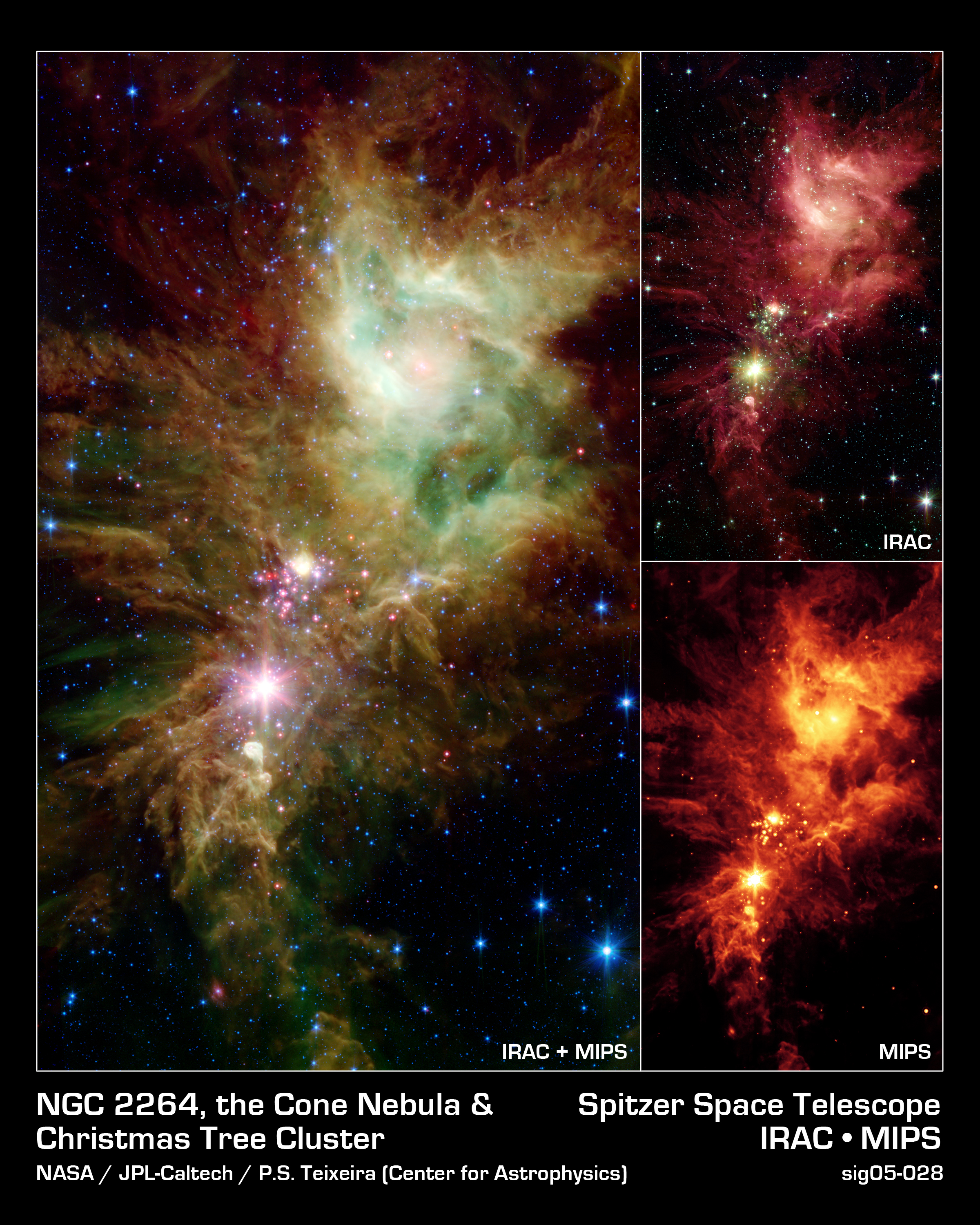
Immagine infrarossa ripresa dal telescopio Spitzer della Nebulosa Cono e di Monoceros OB1. La distribuzione delle sorgenti infrarosse individuate – una ogni ~ 0,3 anni luce – è in accordo con la teoria dei nuclei turbolenti. Le immagini ad alta risoluzione hanno mostrato che alcune delle presunte "protostelle" in realtà erano a loro volta dei gruppi estremamente compatti di protostelle (decine di oggetti nello spazio di 0,1 a.l.), segno che su piccola scala la teoria dell'accrescimento competitivo risulta valida.

Eccettuando la lacuna sopra discussa, il modello standard descrive bene ciò che accade in nuclei isolati in cui sta avvenendo la formazione di una stella. Tuttavia, la stragrande maggioranza delle stelle non nasce in solitaria, ma in folti ammassi stellari, e il modello non spiega l'influenza che tale ambiente esercita sulle stelle nascenti. Inoltre, rispetto a quanto ritenuto in passato, la formazione stellare è un evento piuttosto violento: infatti l'osservazione infrarossa ha mostrato che la formazione di una stella interferisce negativamente sulla nascita degli astri adiacenti, dal momento che la radiazione e il vento prodotti nelle ultime fasi della formazione possono limitare la quantità di gas che può accrescere liberamente sulle vicine protostelle.
Per sopperire a tale lacuna sono state sviluppate due teorie.
La prima, detta teoria dell'accrescimento competitivo, si concentra sulle interazioni tra nuclei densi adiacenti. La versione più estrema di questa teoria prevede la formazione di numerose piccole protostelle, che si muovono rapidamente nella nube entrando in competizione tra loro per catturare quanto più gas possibile. Alcune protostelle tendono a prevalere sulle altre, divenendo le più massicce; altre potrebbero persino essere espulse dall'ammasso, libere di muoversi all'interno della galassia.
La concorrente, la teoria del nucleo turbolento, privilegia invece il ruolo della turbolenza dei gas: la distribuzione delle masse stellari rispecchia, infatti, lo spettro dei moti turbolenti all'interno della nube piuttosto che una successiva competizione per l'accumulo di massa. Le osservazioni sembrano dunque favorire questo modello, anche se la teoria dell'accrescimento competitivo potrebbe sussistere in regioni in cui la densità protostellare è particolarmente elevata (si veda anche l'immagine a lato).

#### Formazione di gruppi stellari
È ormai assodato che il processo di formazione stellare raramente porta alla nascita di un singolo oggetto; anzi, più spesso il risultato è la formazione di un gruppo di oggetti più o meno intensamente legati dalla forza di gravità, poiché, come si è visto, solo una nube sufficientemente grande può collassare sotto la sua stessa gravità, dando origine a un certo numero di frammenti da cui nasceranno altrettante stelle o sistemi stellari multipli, che andranno a costituire un ammasso o un'associazione stellare.

##### Sistemi multipli

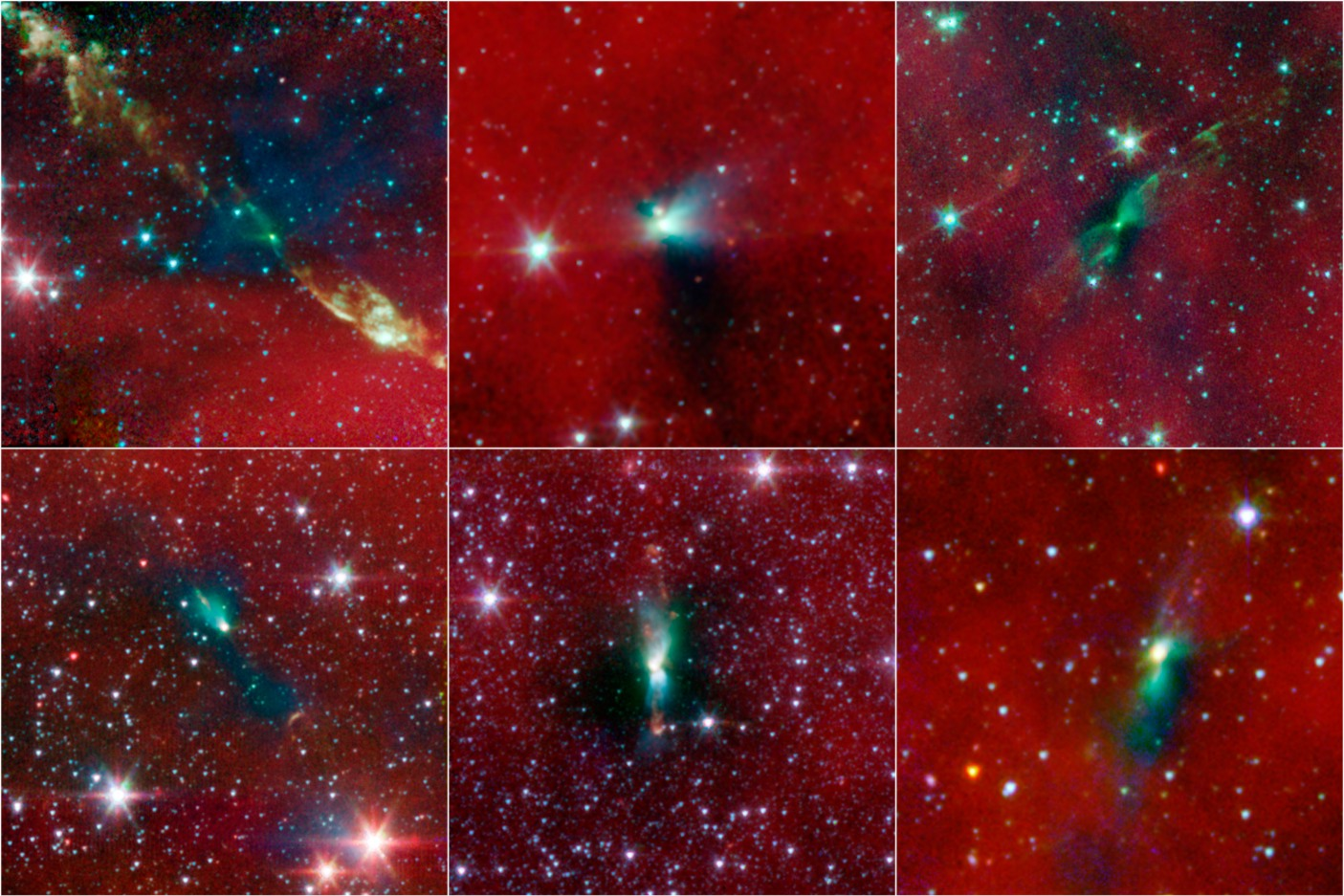
Collage di immagini riprese dal telescopio spaziale Spitzer che mostrano dei getti (figure verdi) che si stagliano sugli envelope (chiazze scure sullo sfondo rossastro delle polveri della nube molecolare) da cui si stanno formando delle binarie strette.

Anche se è possibile che alcuni sistemi multipli (in particolare le binarie a lungo periodo) si siano formati dalla cattura gravitazionale reciproca tra due o più stelle singole nate indipendentemente, tuttavia, data la bassissima probabilità di un simile evento (sarebbero comunque necessari almeno tre oggetti anche per la formazione di un sistema binario, dal momento che in base alla legge della conservazione dell'energia serve comunque un terzo elemento che assorba l'energia cinetica in eccesso affinché due stelle possano legarsi reciprocamente) e l'elevato numero di stelle binarie note, appare evidente che quello della cattura gravitazionale non sia il principale meccanismo di formazione di un sistema multiplo. Anzi, l'osservazione di sistemi multipli costituiti da stelle pre-sequenza principale dà credito all'ipotesi secondo cui simili sistemi esistano già durante la fase di formazione. Il modello che dunque ne esplica in modo accettabile l'esistenza suggerisce che questi si siano creati dalla suddivisione di un singolo originario nucleo denso in più frammenti orbitanti attorno a un comune centro di massa, i quali collassano a formare le componenti del futuro sistema binario o multiplo.
Alcune evidenze ricavate dalle immagini riprese dal telescopio spaziale Spitzer (al lato) mostrano che la formazione delle binarie strette (ovvero coppie stellari separate da pochi milioni di km) determinerebbe un aspetto asimmetrico degli envelope da cui sottraggono il materiale necessario per la loro formazione.

##### Ammassi e associazioni stellari
Gli ammassi e le associazioni stellari sono il prodotto del collasso e della frammentazione di una vasta porzione di una nube molecolare gigante, processo questo che può durare diverse migliaia di anni; si stima che il tasso di formazione degli ammassi aperti nella nostra Galassia sia di circa uno ogni poche migliaia di anni.

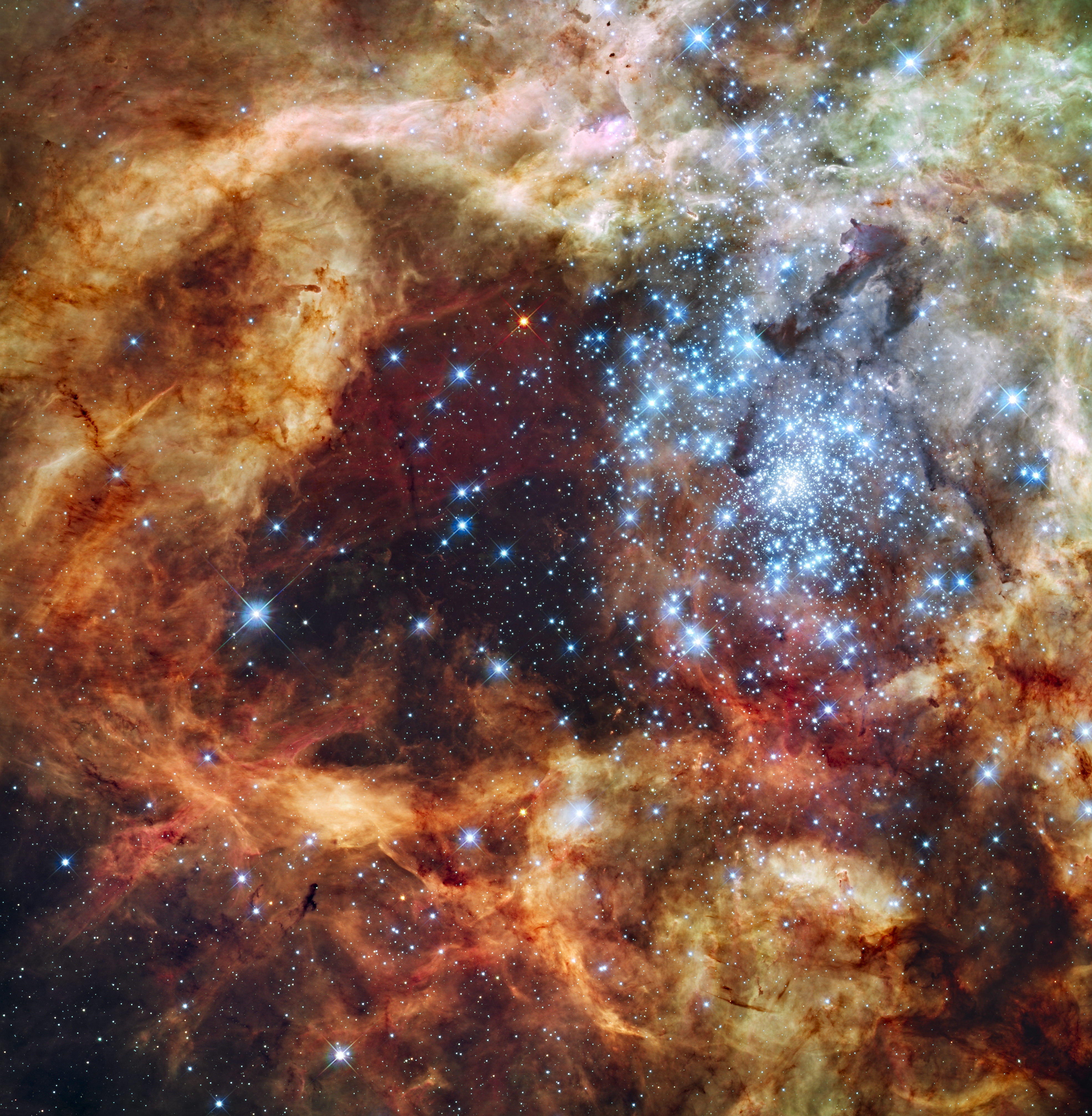
Una piccola porzione della Nebulosa Tarantola, una regione H II gigante nella Grande Nube di Magellano. È visibile il superammasso R136, formatosi dai gas della Nebulosa Tarantola.

Le prime stelle dell'ammasso a vedere la luce sono le più massicce, calde e luminose (di classe spettrale O e B), la cui intensa emissione ultravioletta ionizza rapidamente il gas della nube rendendola una regione H II. Il vento da queste prodotto e la pressione di radiazione spazzano via il gas non ancora collassato, isolando i bozzoli avviati alla formazione delle stelle di massa intermedia e piccola. Dopo alcuni milioni di anni, l'ammasso sperimenta la prima esplosione di supernova, che contribuisce ulteriormente ad espellere i gas residui. In questo scenario solamente una quantità di materia compresa tra il 10% e il 30–40% del gas originario della nube collassa per formare le stelle dell'ammasso, prima di essere espulso; di conseguenza viene a perdersi la gran parte della massa che potrebbe potenzialmente collassare in ulteriori stelle.
Tutti gli ammassi perdono una notevole quantità di materia durante la loro prima giovinezza e molti si disgregano prima ancora di essersi formati del tutto. Le stelle giovani rilasciate dal loro ammasso natale diventano così parte della popolazione galattica diffusa, ossia quelle stelle prive di legami gravitazionali che si confondono fra le altre stelle della galassia. Poiché la gran parte delle stelle, se non tutte, quando si formano fanno parte di un ammasso, gli ammassi stessi vengono considerati come gli elementi fondamentali delle galassie; i violenti fenomeni di espulsione di gas che modellano e disgregano molti ammassi aperti alla loro nascita lasciano la loro impronta sulla morfologia e sulle dinamiche delle strutture galattiche.
Spesso accade che due o più ammassi apparentemente distinti si siano formati dalla stessa nube molecolare: è il caso ad esempio di Hodge 301 e R136, nella Grande Nube di Magellano, che si sono formati dai gas della Nebulosa Tarantola; nella nostra Galassia invece si è scoperto, ripercorrendo indietro nel tempo i loro movimenti nello spazio, che due grandi ammassi aperti relativamente vicini al sistema solare, le Iadi e il Presepe, si sarebbero formati dalla stessa nube circa 600 milioni di anni fa. Talvolta una coppia di ammassi aperti formatisi nello stesso periodo può costituire un ammasso doppio; l'esempio più noto nella Via Lattea è quello dell'Ammasso Doppio di Perseo, formato da h Persei e da χ Persei, ma sono noti un'altra decina di ammassi doppi, soprattutto in altre galassie, come nella Piccola Nube di Magellano e nella stessa Grande Nube, entrambe galassie satelliti della nostra; è comunque più semplice identificare effettivamente come tali gli ammassi doppi nelle galassie esterne, dal momento che nella nostra Galassia la prospettiva può far apparire vicini due ammassi che in realtà sono distanti tra loro.

### Formazione delle stelle massicce

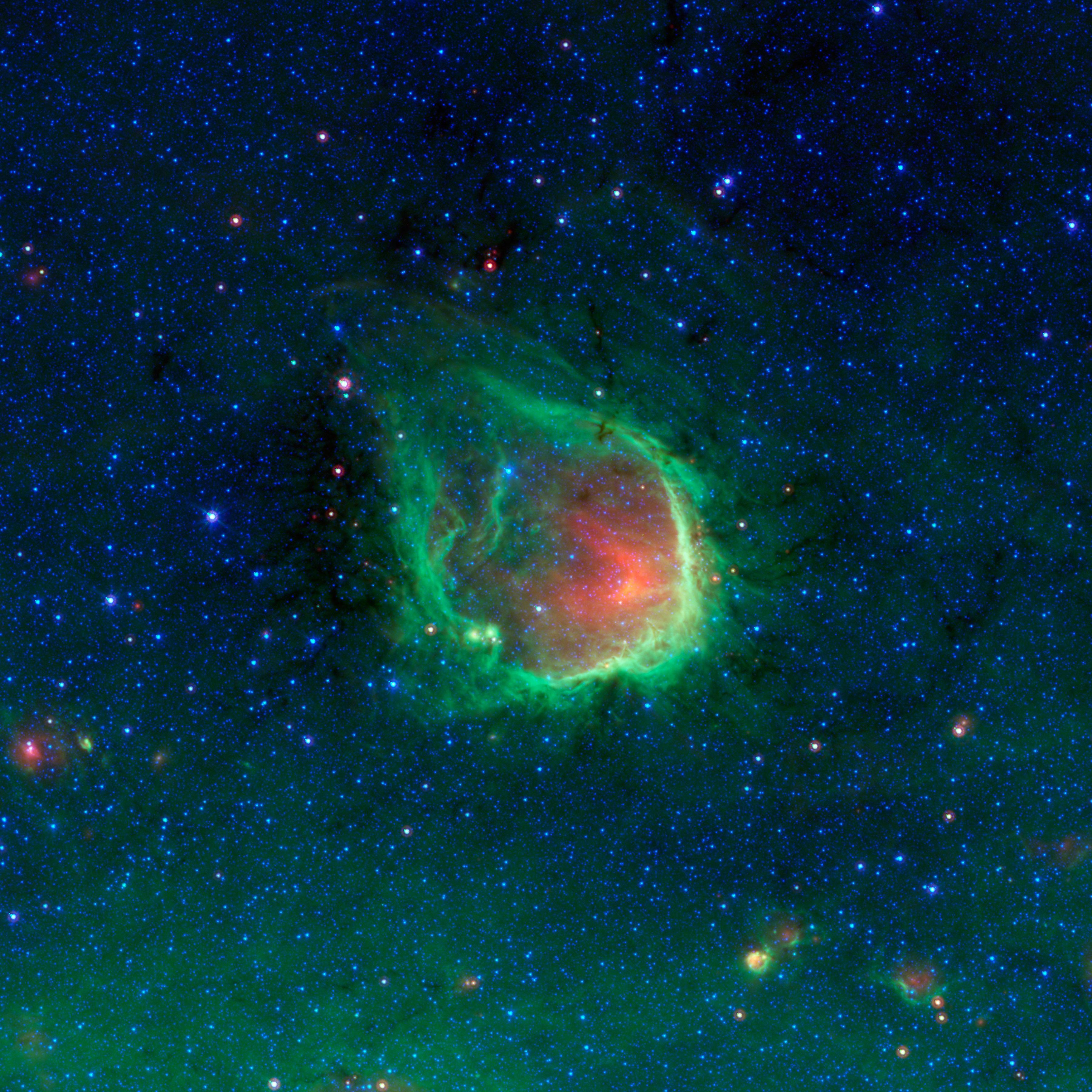
Immagine infrarossa ripresa dall'Herschel Space Observatory della regione H II RCW 120 che mostra una vasta bolla generata da una stella massiccia, non visibile a queste lunghezze d'onda. Sul bordo inferiore destro della bolla è visibile un bozzolo luminoso, contenente un oggetto stellare giovane di circa 10 masse solari circondato da una nube contenente almeno 2000 masse solari di gas e polveri, dalla quale può attingere ulteriore materiale per portare avanti il suo accrescimento. Foto ESA

Presa alla lettera, la teoria standard della formazione stellare sembra precludere l'esistenza delle stelle massicce (M>8 M☉), dal momento che il rapido raggiungimento delle condizioni necessarie per innescare la fusione dell'idrogeno causerebbe l'immediato arresto della fase di accrescimento e dunque una forte limitazione alla massa della futura stella. Pertanto, si ritiene che nel caso delle stelle massicce al modello standard si aggiungano dei meccanismi supplementari, ancor'oggi in certa misura oggetto d'ipotesi, che consentano a questi oggetti di raggiungere le quantità di materia che li caratterizzano.
Per le stelle massicce il tempo di Kelvin-Helmholtz è notevolmente inferiore al tempo di accrescimento: di conseguenza, queste stelle non passano attraverso la fase di PMS, ma raggiungono direttamente la sequenza principale. L'intensa emissione elettromagnetica (in particolare di ultravioletti – UV –) che ne consegue porrebbe fine immediatamente alla fase di accrescimento, mantenendo dunque la massa della stella entro una decina di masse solari. In passato si riteneva che questa pressione di radiazione fosse sufficiente ad arrestare l'accrescimento della protostella; di conseguenza, risultava impensabile la formazione di stelle di massa superiore ad una decina di masse solari. Tuttavia, la scoperta di stelle aventi anche masse ben oltre le 100 M☉ ha indotto gli astrofisici a formulare dei modelli che potessero spiegarne la formazione.

Quest'immagine schematica mostra come la luminosità delle stelle massicce si oppone all'accrescimento: in questi oggetti, infatti, la fusione nucleare inizia prima che questa fase sia giunta al termine. I modelli prevedono che la radiazione ultravioletta, emessa dalla stella, allontani la polvere disponendola in un guscio che la assorbe e la riemette sotto forma di infrarossi; questo irraggiamento secondario frenerebbe il collasso impedendo alla stella di crescere. Supponendo però che la caduta della materia non sia omogenea in ogni direzione e che la radiazione possa sfuggire lungo un certo asse, il ruolo delle polveri è ridotto al minimo e l'accrescimento può proseguire fino a permettere l'accumulo di una grande massa.

Fino ai primi anni ottanta si riteneva che un ruolo importante nella formazione di una stella massiccia fosse rivestito dalle polveri miste ai gas della nube, che sembrerebbero svolgere una funzione di tampone tra l'irraggiamento della protostella massiccia ed il gas della nube. La radiazione UV disgrega le polveri nelle immediate vicinanze dell'astro o le confina a una certa distanza, sicché i granelli di polvere si accumulano andando a costituire un guscio la cui sorte dipende dalle caratteristiche chimico-fisiche delle polveri stesse. Se queste hanno un punto di sublimazione basso, la radiazione disgrega facilmente il guscio; l'irraggiamento non è però sufficientemente potente da contrastare la caduta della materia, sicché essa prosegue fino al termine dei materiali a disposizione. Viceversa, se la temperatura di sublimazione delle polveri è molto alta, il guscio assorbe la radiazione UV riemettendola nell'infrarosso; la pressione esercitata da questo irraggiamento secondario contrasta la caduta dei gas arrestando l'accrescimento. Tuttavia, la scoperta che in media il punto di sublimazione delle polveri è piuttosto basso alimentò le suggestioni che potessero esistere stelle con masse addirittura di 1000 masse solari; questo entusiasmo fu però frenato dall'ulteriore scoperta che le polveri sono costituite prevalentemente da grafite e silicati, che hanno un alto potere assorbente nei confronti della radiazione UV: di conseguenza, l'irraggiamento infrarosso secondario delle polveri avrebbe sempre prevalso sul collasso della nube, rendendo di fatto impossibile la formazione di una stella così massiccia. Alla fine degli anni novanta, un astrofisico giapponese ipotizzò che il collasso avvenisse in maniera asimmetrica, e che un disco mediasse l'accrescimento, proprio come accade per le stelle di piccola massa. Diversi lavori teorici hanno rinforzato quest'ipotesi, mostrando che la produzione di getti e flussi molecolari a partire dal disco crea una cavità nel materiale nebuloso, formando un corridoio di sfogo attraverso il quale la grande radiazione di una protostella massiccia può disperdersi senza inficiare eccessivamente l'accrescimento. L'ipotesi è stata poi confermata da numerosi dati, sia teorici sia osservativi: sono state individuate, tramite procedimenti indiretti basati sulla luminosità della protostella riflessa dalla nube, diverse strutture discoidali, grandi alcune migliaia di unità astronomiche, che si ritiene appartengano a protostelle di classe B, che possederebbero una massa inferiore a 20 M☉ ed un tasso di accrescimento stimato in circa 10−4 M☉/anno. Gli studi condotti sull'emissione di maser CH3OH e H2O da parte di protostelle massicce ha indotto gli astrofisici a ipotizzare che il campo magnetico generato dalla protostella, proprio come nel caso delle stelle di piccola massa, giochi un ruolo importante nel vincolare le polveri, stabilizzando quindi il disco di accrescimento, e consenta inoltre di mantenere gli elevati tassi di accrescimento necessari per la nascita della stella.
La ricerca invece di dischi attorno alle protostelle supermassicce di classe O (che possono anche superare le 100 M☉) non ha ancora dato frutti, anche se sono state individuate delle imponenti strutture toroidali (~20 000 UA e 50-60 M☉) i cui tassi di accrescimento sono stimati tra 2 × 10−3 e 2 × 10−2 M☉/anno. Alla luce di questa scoperta si ipotizza che l'accrescimento delle stelle massicce sia mediato da questi imponenti ed instabili tori di gas e polveri, nel cui versante interno si trova il disco di accrescimento.

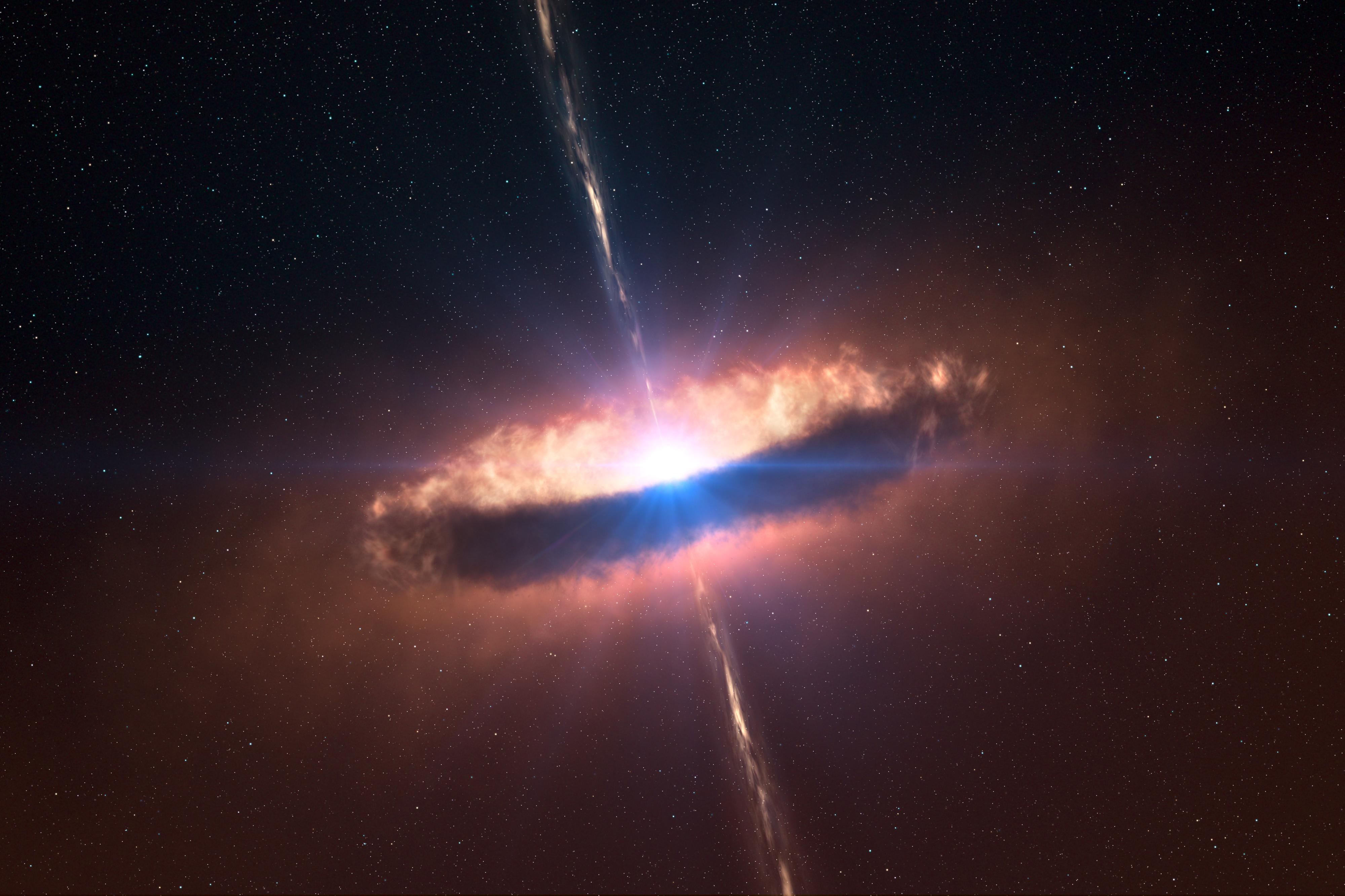
Rappresentazione grafica di un disco circumstellare attorno ad una stella massiccia in formazione. Il disco si estende per circa 130 unità astronomiche (UA) ed ha una massa simile a quella della stella; le sue porzioni più interne sono prive di polveri, vaporizzate dall'intensa radiazione stellare.

Anche alla formazione delle stelle massicce è stata applicata la teoria dell'accrescimento competitivo, la quale riesce a spiegare sia le grandi masse sia la tipica collocazione galattica di questa classe stellare. Infatti, la maggior parte delle stelle massicce note è situata nelle zone centrali di grandi ammassi stellari o di associazioni OB, che corrispondono al "fondo" del pozzo gravitazionale della nube: le protostelle che si sono originate in questa posizione risultano avvantaggiate dal potenziale gravitazionale e riescono ad accumulare più materia rispetto a quelle che si originano nelle altre aree della nube. In questo ambiente la densità di protostelle di massa intermedia può risultare tale da favorire le possibilità di collisione; di conseguenza, le stelle di massa media formatesi in questo modo potrebbero poi fondersi per dar luogo a una stella massiccia. Questo scenario implica elevate densità dei gas, che una gran parte delle stelle massicce risultanti siano dei sistemi binari e che siano poche le stelle di massa intermedia che siano riuscite a competere con le stelle più massive. Alcune osservazioni e simulazioni computerizzate confermano in parte quest'ipotesi, anche se presuppone delle densità di presenza protostellare talmente elevate (oltre 3 milioni di astri per anno luce cubo) da sembrare poco realistiche.
Degni di nota sono i risultati, pubblicati nel gennaio 2009, di una simulazione computerizzata tesa a far luce sulle modalità che conducono alla nascita di una stella estremamente massiccia. La simulazione, in accordo con il modello standard della formazione stellare, prevede che la scintilla iniziale della nascita di una protostella massiccia sia il collasso di un frammento molecolare e la contemporanea costituzione del disco di accrescimento. La grande mole del disco lo rende tuttavia gravitazionalmente instabile, il che ne rende possibile la frammentazione e la formazione, a partire dai frammenti, di un certo numero protostelle secondarie; sebbene alcune di queste, a causa delle perturbazioni gravitazionali, possano essere espulse dal disco e dar luogo a singole stelle, la gran parte sembra invece destinata a precipitare al centro del disco per fondersi con la protostella principale, la quale acquisisce così una massa estremamente elevata. La simulazione ha anche dimostrato come mai gran parte delle stelle massicce note siano in realtà dei sistemi multipli: si è visto infatti che una o più protostelle secondarie riescono a raggiungere, senza esser fagocitate dalla protostella primaria, una massa tale da svincolarsi dal disco della principale, formare a loro volta un proprio disco e fondersi con le protostelle secondarie che da esso traggono origine, divenendo quindi anche queste delle stelle massicce. L'osservazione di alcune regioni di formazione stellare da parte del telescopio spaziale Spitzer ha in parte confermato questo modello, anche se la piena verifica è complicata: infatti è difficile riuscire a cogliere le stelle massicce nell'atto della loro formazione, visto che si tratta comunque di una classe stellare piuttosto rara e che il processo che porta alla loro formazione si esaurisce in tempi assai brevi su scala astronomica.

## Formazione planetaria
Un fenomeno strettamente correlato alla formazione stellare è quello della formazione planetaria. Tra le diverse teorie sviluppate in merito, quella che attualmente gode del maggior consenso presso la comunità astronomica è la cosiddetta "nebulosa solare" (in inglese SNDM, sigla di Solar Nebular Disk Model), proposta per la prima volta da Swedenborg nel 1734 e successivamente ripresa da Kant e Laplace (si veda a tal proposito anche il paragrafo Cenni storici). Originariamente formulata per spiegare la formazione del sistema solare, si ritiene che la teoria sia valida anche per quanto concerne gli altri sistemi planetari.

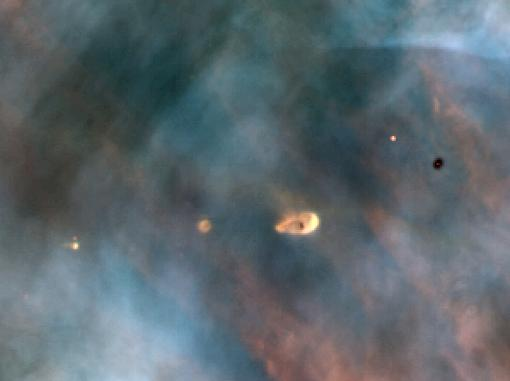
Un disco protoplanetario attorno ad una giovanissima stella nata nella Nebulosa di Orione.

Non appena la stella conclude la fase protostellare e fa ingresso nella pre-sequenza principale, il disco di accrescimento diviene protoplanetario; la sua temperatura diminuisce, permettendo la formazione di piccoli grani di polvere costituiti da roccia (in prevalenza silicati) e ghiacci di varia natura, che a loro volta possono fondersi tra loro per dar luogo a blocchi di diversi chilometri detti planetesimi. Se la massa residua del disco è sufficientemente grande, in un lasso di tempo astronomicamente breve (100 000–300 000 anni) i planetesimi possono fondersi tra loro per dar luogo a embrioni planetari, detti protopianeti, di dimensioni comprese tra quelle della Luna e quelle di Marte. Nelle regioni del disco più prossime alla stella, in un arco temporale compreso tra 100 milioni e un miliardo di anni, questi protopianeti vanno incontro ad una fase di violente collisioni e fusioni con altri corpi simili; il risultato sarà la formazione, alla fine del processo, di alcuni pianeti terrestri.
La formazione dei giganti gassosi è invece un processo più complicato, che avverrebbe al di là della cosiddetta frost line, che corrisponde ad una distanza dalla stella tale che la temperatura è sufficientemente bassa da permettere ai composti contenenti idrogeno, come l'acqua, l'ammoniaca e il metano, di raggiungere lo stato di ghiaccio. I protopianeti ghiacciati possiedono una massa superiore e sono in maggior numero rispetto ai protopianeti esclusivamente rocciosi. Non è completamente chiaro cosa succeda in seguito alla formazione dei protopianeti ghiacciati; sembra tuttavia che alcuni di questi, in forza delle collisioni, crescano fino a raggiungere una massa superiore alle 10 masse terrestri – M⊕ – (secondo recenti simulazioni si stima 14-18), necessaria per poter innescare un fenomeno di accrescimento, simile a quello cui è andata incontro la stella ma su scala ridotta, a partire dall'idrogeno e dall'elio che sono stati spinti nelle regioni esterne del disco dalla radiazione e dal vento della stella neonata. L'accumulo di gas da parte del nucleo protopianetario è un processo inizialmente lento, che prosegue per alcuni milioni di anni fino al raggiungimento di circa 30 M⊕, dopo di che subisce un'accelerazione che lo porta in breve tempo ad accumulare quella che sarà la sua massa definitiva: si stima che pianeti come Giove e Saturno abbiano accumulato la gran parte della loro massa in appena 10 000 anni. L'accrescimento si conclude all'esaurimento dei gas disponibili; successivamente il pianeta subisce, a causa della perdita di momento angolare dovuta all'attrito con i residui del disco, un decadimento dell'orbita che risulta in un processo di migrazione planetaria, più o meno accentuato a seconda dell'entità dell'attrito; questo spiega come mai in alcuni sistemi extrasolari siano stati individuati dei giganti gassosi a brevissima distanza dalla stella madre, i cosiddetti pianeti gioviani caldi. Si ritiene che i giganti ghiacciati, come Urano e Nettuno, costituiscano dei nuclei falliti, formatisi quando oramai gran parte dei gas erano stati esauriti.
Non tutte le stelle sono però in grado di creare le condizioni necessarie per consentire la formazione di pianeti: infatti, le stelle più massicce, di classe O e B, emettono una quantità di radiazioni e vento tali da spazzare via completamente ciò che resta del disco di accrescimento, disperdendo dunque la materia prima per la formazione di nuovi pianeti.

## Variazioni nella durata e nel tasso di formazione stellare all'interno di una regione

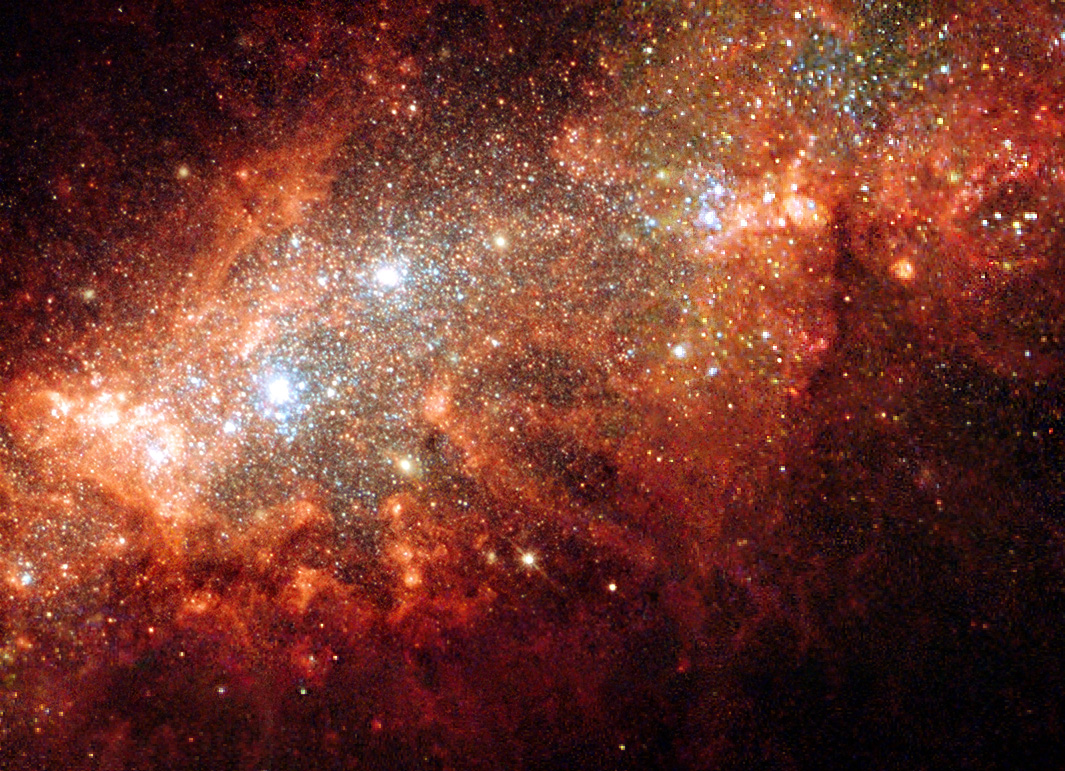
Starburst nella galassia nana irregolare NGC 1569.

Il tempo che una regione circoscritta ha a disposizione per poter formare nuove stelle non è una grandezza costante, bensì varia a seconda delle dimensioni della regione in cui tali processi hanno luogo. Diverse evidenze mostrano inoltre che anche il tasso di formazione stellare all'interno di una stessa regione può mostrare delle variazioni; in particolare si è visto che questo subisce un incremento man mano che la nube collassa. Rapidi processi di formazione stellare a tasso incrementale spiegano come mai si ha una quasi totale assenza di gas residuo negli ammassi stellari con un'età superiore a ~4×106 anni, in quanto il gran numero di stelle che si forma entro tempi astronomicamente brevi emette, appena raggiunta la sequenza principale, venti e radiazione in quantità tale da spazzare via i gas non collassati. Questo comporta che simili regioni abbiano a disposizione tempi piuttosto brevi, dell'ordine dei 106 – 107 anni, per poter formare nuove stelle prima di essere dissolte dagli stessi astri che hanno generato.
Incrementi abnormi nel tasso di formazione stellare, spesso innescati dall'interazione di due galassie, possono dare luogo a fenomeni conosciuti come starburst (letteralmente, scoppio di stelle); se il tasso di formazione stellare abnormemente alto interessa non una piccola regione ma l'intera galassia, essa allora prende il nome di galassia starburst.
L'alto tasso di formazione stellare implica la formazione di un maggior numero di stelle massicce, che, concludendo la loro esistenza in tempi astronomicamente brevi, esplodono in supernovae, le cui onde d'urto, comprimendo i gas circostanti residui, rinnovano i processi di formazione stellare, accelerandoli fino a tassi anche cento volte quelli che si registrerebbero in condizioni normali. Queste reazioni a catena molto probabilmente durano qualche decina di milioni di anni, una durata relativamente breve su scala astronomica, giusto il tempo necessario a consumare la maggior parte dei gas e delle polveri di cui la catena necessita per proseguire.
Secondo alcuni astronomi, si dovrebbe a fenomeni di starburst la formazione degli ammassi globulari.

## Osservazioni
Una stella nelle prime fasi della sua formazione risulta spesso pressoché invisibile, nascosta in profondità all'interno della nube molecolare e celata dalle polveri che assorbono gran parte della luce; tali regioni possono essere individuate come delle chiazze scure che risaltano rispetto ad uno sfondo più luminoso, come nel caso dei globuli di Bok e delle nebulose oscure. Tuttavia, per avere una visione molto più dettagliata delle prime fasi della vita di una stella, è necessario far ricorso ad osservazioni a lunghezze d'onda maggiori di quelle del visibile, tipicamente l'infrarosso, la radiazione terahertz (THz o submillimetrica) e le onde radio, in grado di penetrare meglio la coltre di polveri e gas che cela gli embrioni stellari alla nostra vista.

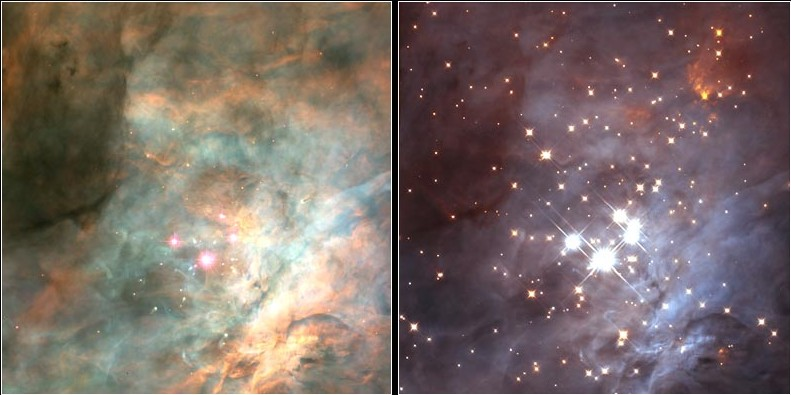
Ripresa nel visibile (sinistra) e nell'infrarosso (destra) dell'ammasso del Trapezio. L'immagine nel visibile mostra ampie nubi di polveri, mentre l'immagine infrarossa mostra un gran numero di oggetti stellari giovani, la cui luce è celata dalle polveri della nebulosa in cui si sono formati.

La struttura delle nubi molecolari e gli effetti che su di esse hanno le protostelle possono essere studiati tramite mappe di estinzione nell'infrarosso vicino, nelle quali il numero di stelle per unità di superficie è confrontato con un'area di cielo la cui estinzione è quasi pari a zero. Le osservazioni nelle onde radio millimetriche e nella banda della radiazione THz evidenziano invece l'emissione delle polveri e le transizioni rotazionali del monossido di carbonio e di altre molecole presenti nelle nubi. La radiazione emessa dalla protostella e dalle stelle neoformate è osservabile solamente nell'infrarosso, dal momento che l'estinzione del resto della nube in cui si trova è in genere troppo alta per permetterne l'osservazione nel visibile. L'osservazione infrarossa risulta però difficoltosa dalla superficie terrestre, dal momento che l'atmosfera è quasi completamente opaca agli infrarossi tra 20 ed 850 micrometri (μm), con l'eccezione della banda compresa tra 200 µm e 450 µm ("finestra infrarossa"), e che la Terra stessa emette una certa quantità di radiazione a queste lunghezze d'onda; pertanto ci si affida alle osservazioni compiute da satelliti e telescopi spaziali al di fuori dell'atmosfera.
La dimensione di una sorgente infrarossa dipende fortemente dalla lunghezza d'onda di osservazione: nell'infrarosso lontano (25–350 µm) l'emissione appare proveniente da una regione estesa, mentre nell'infrarosso vicino (0,7–5 µm) l'emissione sembra provenire da una regione più circoscritta. Conoscere la luminosità totale di questi oggetti è di grande importanza, dal momento che questa grandezza dipende strettamente dalla massa della protostella che la produce: le sorgenti infrarosse più luminose sono infatti oggetti stellari giovani di massa più elevata.
La formazione delle singole stelle è osservabile in maniera diretta solo nella Via Lattea, mentre nelle galassie più distanti può essere dedotta indirettamente grazie ad indagini spettroscopiche e alle interazioni che le stelle neoformate, in particolare quelle di massa più cospicua, esercitano nei confronti dei gas da cui hanno tratto origine.
Le regioni di formazione stellare sono inoltre importanti sorgenti di maser, con caratteristici schemi di pompaggio che risultano da transizioni multiple in molte specie chimiche: ad esempio, il radicale ossidrile (°OH) possiede emissioni maser a 1612, 1665, 1667, 1720, 4660, 4750, 4765, 6031, 6035 e 13 441 MHz. Assai frequentemente sono riscontrati in tali regioni anche maser ad acqua, metanolo e, più di rado, a formaldeide ed ammoniaca.

### Diagramma colore–colore

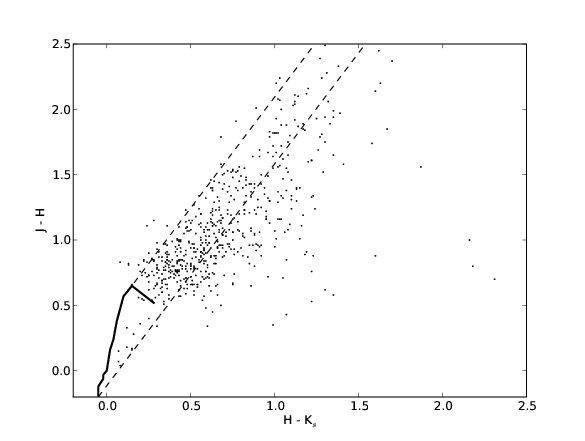
Il diagramma colore–colore dell'ammasso del Trapezio, che mostra come diversi membri dell'ammasso abbiano un eccesso di emissione infrarossa, tipica di stelle giovani circondate da dischi circumstellari.

Un valido mezzo utilizzato nello studio dei processi di formazione stellare è il diagramma colore–colore, che permette di mettere a confronto la magnitudine apparente delle protostelle a differenti lunghezze d'onda dello spettro elettromagnetico. Trova particolare impiego nell'analisi infrarossa delle regioni di formazione stellare: infatti, dal momento che il disco di accrescimento che circonda l'embrione stellare riemette parte della radiazione che riceve dalla stella sotto forma di infrarossi, l'embrione mostrerà un eccesso di emissione a queste lunghezze d'onda. Tale eccesso va però distinto da quello causato dall'arrossamento della luce di una stella, ovvero l'allungamento delle lunghezze d'onda dovuto allo scattering operato dalle polveri del mezzo interstellare, e dal redshift, dovuto invece al moto spaziale dell'astro.
I diagrammi colore–colore permettono di isolare questi effetti. Poiché sono ben note le relazioni colore-colore delle stelle di sequenza principale, è possibile proiettare nel diagramma come riferimento il tracciato di una sequenza principale teorica, come è visibile nel diagramma riportato a lato. Alla luce dello scattering operato dalle polveri interstellari, nel diagramma colore-colore si rappresentano solitamente delle porzioni, circoscritte da linee tratteggiate, che definiscono le regioni in cui ci si attende di osservare delle stelle la cui luce subisce un processo di arrossamento. Di norma, nel diagramma riferito all'infrarosso, si pone nell'asse delle ascisse la banda H – K e nell'asse delle ordinate la banda J – H (si veda la voce astronomia dell'infrarosso per informazioni sulle designazioni delle bande di colore). In un diagramma con questi assi, le stelle che cadono alla destra della sequenza principale e le stelle di sequenza principale arrossate dalle polveri sono significativamente più brillanti, nella banda K, delle stelle di sequenza principale non arrossate. La banda K, inoltre, è quella con la maggior lunghezza d'onda, per cui gli oggetti che hanno una luminosità abnormemente alta in questa banda mostrano il cosiddetto "eccesso di emissione infrarossa". L'emissione nella banda K di tali oggetti, in genere di natura protostellare, è dovuta all'estinzione causata dai gas in cui essi sono immersi. I diagrammi colore–colore inoltre permettono di determinare con buona approssimazione in che stadio di formazione si trova la futura stella semplicemente osservando la sua posizione nel diagramma.

### Distribuzione spettrale dell'energia (SED)

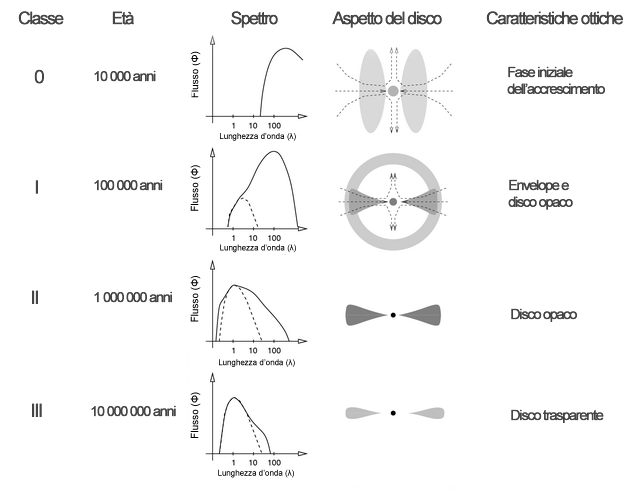
Distribuzione spettrale dell'energia negli oggetti stellari giovani.

Sebbene la localizzazione, la dimensione e la luminosità forniscano informazioni essenziali sull'entità delle sorgenti infrarosse, per comprendere le caratteristiche di tali sorgenti è necessario ricorrere anche ad un altro importante strumento, la distribuzione spettrale dell'energia (SED, acronimo dell'inglese spectral energy distribution), ovvero la variazione dell'intensità della radiazione in funzione della lunghezza d'onda λ; nel caso dei processi di formazione stellare, gli astronomi studiano principalmente la porzione della SED nelle bande del vicino e medio infrarosso.
Le stelle T Tauri e le protostelle possiedono delle SED caratteristiche. In base al contributo della radiazione emessa dalle polveri e dalla radiazione di corpo nero emessa, le T Tauri sono state suddivise nel 1984 in tre classi (I, II, III), ciascuna delle quali è caratterizzata da peculiarità spettrali. Le sorgenti di classe I hanno spettri la cui intensità aumenta molto rapidamente al crescere della lunghezza d'onda λ e irradiano maggiormente a λ>20 µm; le sorgenti di classe II hanno uno spettro molto più piatto, con contributi quasi uguali nel vicino e nel lontano infrarosso; infine, le sorgenti di classe III possiedono uno spettro che irradia maggiormente per λ<2 µm e si affievolisce nettamente per λ>5 µm.

Questa classificazione è stata estesa nel 1993 anche alle protostelle, cui è stata assegnata la classe 0, caratterizzata da un'intensa emissione alle lunghezze della radiazione submillimetrica, che però diviene molto debole a λ<10 µm.

### Testi generici

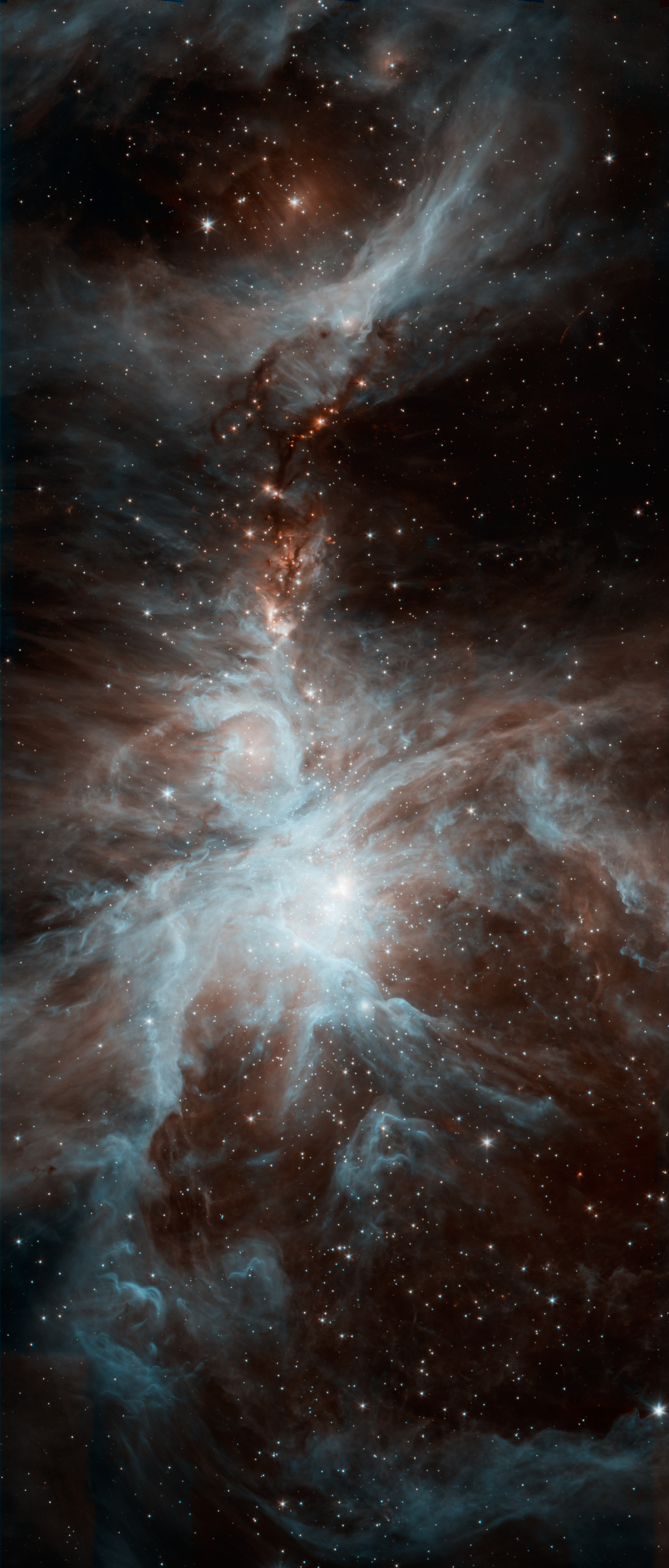
Un'immagine infrarossa ripresa dal telescopio Spitzer che mostra le regioni di formazione stellare della regione Orion A del complesso molecolare di Orione.

- (EN) Martha Evans Martin; Donald Howard Menzel, The Friendly Stars: How to Locate and Identify Them, Dover, Courier Dover Publications, 1964,  pagine 147, ISBN 0-486-21099-5.
- H. Reeves, L'evoluzione cosmica, Milano, Rizzoli–BUR, 2000, ISBN 88-17-25907-1.
- (EN) Cliff Pickover, The Stars of Heaven, Oxford, Oxford University Press, 2001, ISBN 0-19-514874-6.
- AA.VV, L'Universo - Grande enciclopedia dell'astronomia, Novara, De Agostini, 2002.
- M. Hack, Dove nascono le stelle. Dalla vita ai quark: un viaggio a ritroso alle origini dell'Universo, Milano, Sperling & Kupfer, 2004, ISBN 88-8274-912-6.
- J. Gribbin, Enciclopedia di astronomia e cosmologia, Milano, Garzanti, 2005, ISBN 88-11-50517-8.
- W. Owen, Atlante illustrato dell'Universo, Milano, Il Viaggiatore, 2006, ISBN 88-365-3679-4.
- C. Abbondi, Universo in evoluzione dalla nascita alla morte delle stelle, Sandit, 2007, ISBN 88-89150-32-7.
- (EN) J. Craig Wheeler, Cosmic Catastrophes: Exploding Stars, Black Holes, and Mapping the Universe, 2ª ed., Cambridge, Cambridge University Press, 2007,  pagine 339, ISBN 0-521-85714-7.
- (EN) Fred Schaaf, The Brightest Stars: Discovering the Universe through the Sky's Most Brilliant Stars, John Wiley & Sons, Incorporated, 2008,  pagine 288, ISBN 978-0-471-70410-2.

### Testi specialistici
- (EN) S. Chandrasekhar, Principles of Stellar Dynamics, New York, Dover, 2005 (1ª ed. 1942), ISBN 0-486-44273-X.
- (EN) Martin Schwarzschild, Structure and Evolution of the Stars, Princeton University Press, 1958, ISBN 0-691-08044-5.
- (EN) Robert G. Aitken, The Binary Stars, New York, Dover Publications Inc., 1964.
- (EN) C. J. Lada, N. D. Kylafits, The Origin of Stars and Planetary Systems, Kluwer Academic Publishers, 1999, ISBN 0-7923-5909-7.
- (EN) Dina Prialnik, An Introduction to the Theory of Stellar Structure and Evolution, Cambridge University Press, 2000, ISBN 0-521-65065-8.
- (EN) L. Hartmann, Accretion Processes in Star Formation, Cambridge University Press, 2000, ISBN 0-521-78520-0.
- (EN) T. Padmanabhan, Theoretical Astrophysics: Stars and Stellar Systems Vol. 2, Cambridge University Press, 2001,  p. 594, ISBN 0-521-56631-2.
- A. De Blasi, Le stelle: nascita, evoluzione e morte, Bologna, CLUEB, 2002, ISBN 88-491-1832-5.
- (EN) M. Salaris, Evolution of stars and stellar populations, a cura di S. Cassisi, John Wiley and Sons, 2005,  pp. 108–109, ISBN 0-470-09220-3.
- Vittorio Castellani, Fondamenti di Astrofisica Stellare, Bologna, Zanichelli, 2006.
- (EN) B. Reipurth et al., Handbook of Star Forming Regions, Volume I: The Northern Sky, vol. 4, ASP Monograph Publications, 2008, ISBN 1-58381-670-4.
- (EN) B. Reipurth et al., Handbook of Star Forming Regions, Volume II: The Southern Sky, vol. 5, ASP Monograph Publications, 2008, ISBN 1-58381-671-2.
- (EN) J. Ballesteros-Paredes, R. S. Klessen, M.-M. Mac Low, E. Vazquez-Semadeni, Molecular Cloud Turbulence and Star Formation, in B. Reipurth, D. Jewitt, K. Keil (a cura di), Protostars and Planets V,  pp. 63–80, ISBN 0-8165-2654-0.

### Concetti
- Accrescimento (astronomia)
- Collasso gravitazionale
- Evoluzione stellare
- Oggetto stellare giovane
- Sequenza principale

### Strumenti teorici
- Diagramma colore-colore
- Diagramma Hertzsprung-Russell
  - Traccia di Hayashi
  - Traccia di Henyey
  - Birthline stellare

### Personaggi
- Bart Bok
- Cartesio
- James Jeans
- Immanuel Kant
- Pierre-Simon Laplace
- Emanuel Swedenborg

### Strumenti osservativi
- Herschel Space Observatory
- Telescopio spaziale Hubble
- Telescopio spaziale Spitzer
- Very Large Telescope